# Liste der Biografien/Mus
Liste der Biografien |
Portal Biografien |
Personensuche
# |
A |
B |
C |
D |
E |
F |
G |
H |
I |
J |
K |
L |
M |
N |
O |
P |
Q |
R |
S |
T |
U |
V |
W |
X |
Y |
Z |
?
 
Ma |
Mb |
Mc |
Md |
Me |
Mf |
Mg |
Mh |
Mi |
Mj |
Mk |
Ml |
Mm |
Mn |
Mo |
Mp |
Mq |
Mr |
Ms |
Mt |
Mu |
Mv |
Mw |
Mx |
My |
Mz
 
Mua |
Mub |
Muc |
Mud |
Mue |
Muf |
Mug |
Muh |
Mui |
Muj |
Muk |
Mul |
Mum |
Mun |
Muo |
Mup |
Muq |
Mur |
Mus |
Mut |
Muu |
Muv |
Muw |
Mux |
Muy |
Muz
Die Liste der Biografien führt alle Personen auf, die in der deutschsprachigen Wikipedia einen Artikel haben. Dieses ist eine Teilliste mit 769 Einträgen von Personen, deren Namen mit den Buchstaben „Mus“ beginnt.

## Mus
- Mus, Antoni (1925–1982), spanischer Schriftsteller und Theaterunternehmer
- Mus, Conny (1950–2010), niederländischer Journalist
- Mus, Paul (1902–1969), französischer Historiker

### Musa
- Musa, parthische Königin
- Mūsā al-Kāzim (745–799), siebter Imam der Zwölferschiiten
- Musa Çelebi († 1413), osmanischer Prinz
- Mūsā ibn Nusair (* 640), arabischer Heerführer und Statthalter in Ifrīqīya (703–714)
- Musa Kâzım Efendi (1858–1920), osmanischer Geistlicher
- Musa Khan, Emir von Afghanistan
- Musa Medani, Shag (* 1948), sudanesischer Marathonläufer
- Musa, Abdal, Alevite
- Musa, Ahmed (* 1992), nigerianischer FußballspielerAhmed Musa (* 1992)

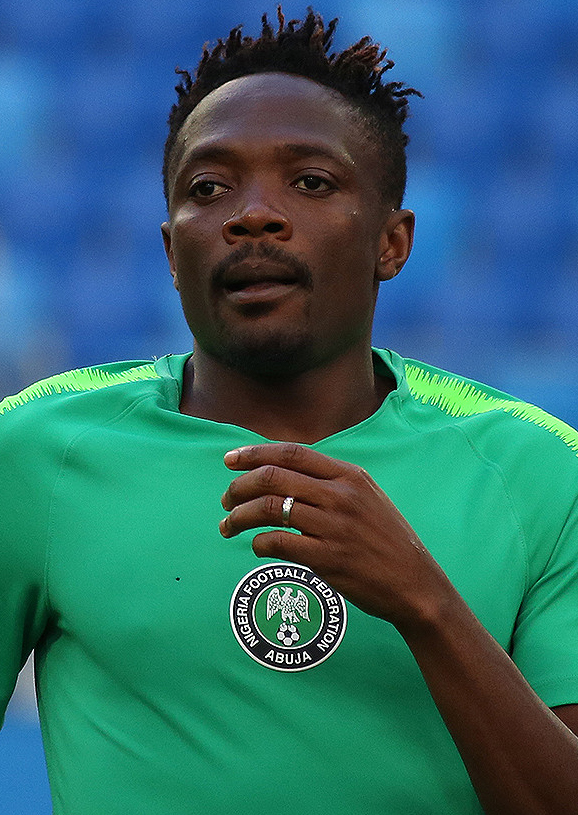
Ahmed Musa (* 1992)

- Musa, Ahmed Hassan († 1979), tschadischer Aufständischer
- Musa, Anton († 1547), evangelischer Theologe und Reformator
- Musa, Atanda (* 1960), nigerianischer Tischtennisspieler und -trainer
- Musa, Džanan (* 1999), bosnisch-herzegowinischer BasketballspielerDžanan Musa (* 1999)

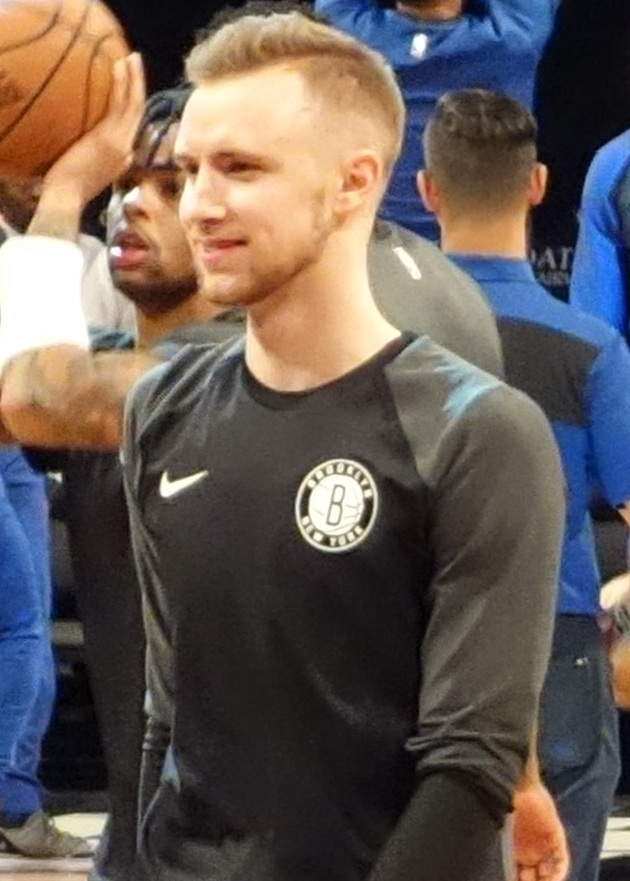
Džanan Musa (* 1999)

- Musa, Gerald Mamman (* 1971), nigerianischer römisch-katholischer Geistlicher, Bischof von Katsina
- Musa, Gilda (1926–1999), italienische Science-Fiction-Autorin
- Musa, Izzedine Umar (* 1936), sudanesischer Hochschullehrer in Saudi-Arabien
- Musa, John (* 1950), simbabwischer Radrennfahrer
- Musa, Mario (* 1990), kroatischer Fußballspieler
- Musa, Petar (* 1998), kroatischer Fußballspieler
- Musa, Said (* 1944), belizischer Politiker, Premierminister von Belize
- Musa, Sami (* 1984), deutscher Politiker (FDP, zuvor SPD), MdHB
- Musa, Samira (1917–1952), ägyptische Kernphysikerin
- Musa, Solomon (1966–1999), sierra-leonischer Politiker, Führungspersönlichkeit während des Bürgerkrieges in Sierra Leone
- Musa, Stephen (* 1974), nigerianischer Fußballspieler
- Musa, Željko (* 1986), kroatischer Handballspieler und -trainer
- Musʿab ibn az-Zubair († 691), Heerführer des Gegenkalifen Abdallah ibn az-Zubair (684–691)
- Musʿab ibn ʿUmair († 625), Gefährte des Propheten Muhammad
- Musab, Adam Ali (* 1995), katarischer Mittelstrecken- und Hindernisläufer
- Musaba, Anthony (* 2000), niederländisch-kongolesischer Fußballspieler
- Musabbihi, al- (977–1029), Person des fatimidischen Ägyptens, Chronist
- Musabekova, Aliya (* 2004), usbekische Tennisspielerin
- Musabekow, Gasanfar (1888–1938), aserbaidschanischer Parteifunktionär und sowjetischer Staatsmann
- Musabyimana, Gaspard (* 1955), ruandischer Schriftsteller
- Musacchio, Andrea (* 1964), italienischer Zellbiologe
- Musacchio, Mateo (* 1990), argentinischer FußballspielerMateo Musacchio (* 1990)

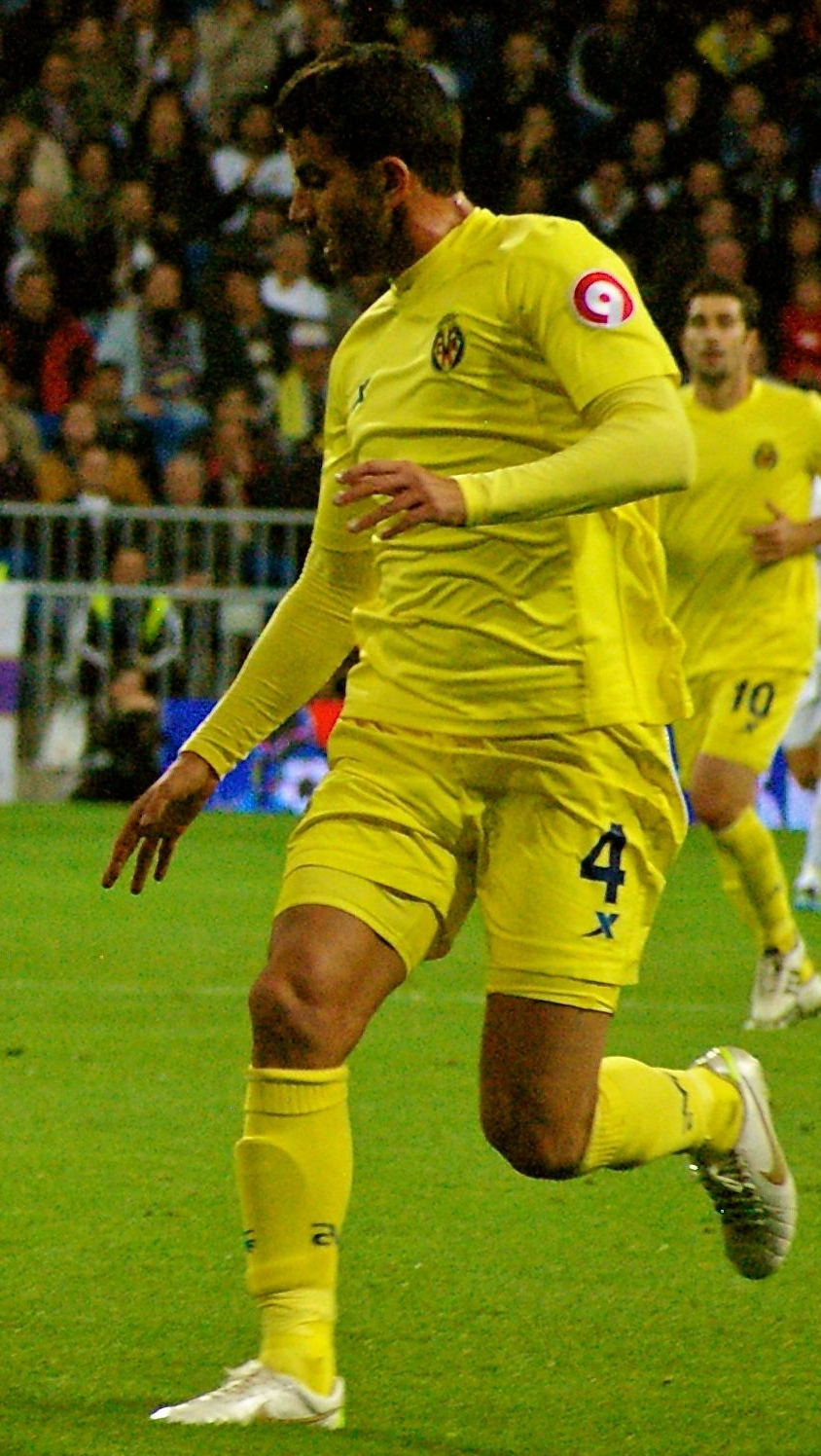
Mateo Musacchio (* 1990)

- Musacchio, Roberto (* 1956), italienischer Politiker, MdEP
- Musaeus, antiker römischer Autor von erotischen Schriften
- Musaeus, Johannes (1613–1681), protestantischer Theologe
- Musaeus, Peter (1620–1674), deutscher evangelischer Theologe
- Musaeus, Simon (1521–1576), evangelischer Theologe und Reformator
- Musaev, Behzod (* 1973), usbekischer Ökonom und Politiker
- Musafar, Fakir (1930–2018), US-amerikanischer Begründer der Modern Primitive-Bewegung
- Musafir, Gurmukh Singh (1899–1976), indischer Politiker und Schriftsteller
- Musagala, Ronald (* 1992), ugandischer Leichtathlet
- Musah, Kojo (* 1996), dänischer Sprinter
- Musah, Sani (* 1994), ghanaischer Fußballspieler
- Musah, Yunus (* 2002), amerikanisch-englischer Fußballspieler
- Musai, Martha (* 2002), kenianische Speerwerferin
- Musaid bin Abdul Rahman († 1986), saudi-arabischer Politiker und Mitglied der Saudi-Dynastie
- Musailima († 632), Zeitgenosse Mohammeds
- Musaios, griechischer Dichter
- Musaios, spätantiker griechischer Dichter
- Musajew, Ritschard Gajesowitsch (* 1992), russischer Tennisspieler
- Musaka, Mitsunari (* 1991), japanischer Fußballspieler
- Musalaev, Musa (1979–2016), tatarischer Kickboxer
- Musalek, Konrad (* 1933), österreichischer Komponist und Musikpädagoge
- Musalek, Michael (* 1955), österreichischer Psychiater und PsychotherapeutMichael Musalek (* 1955)

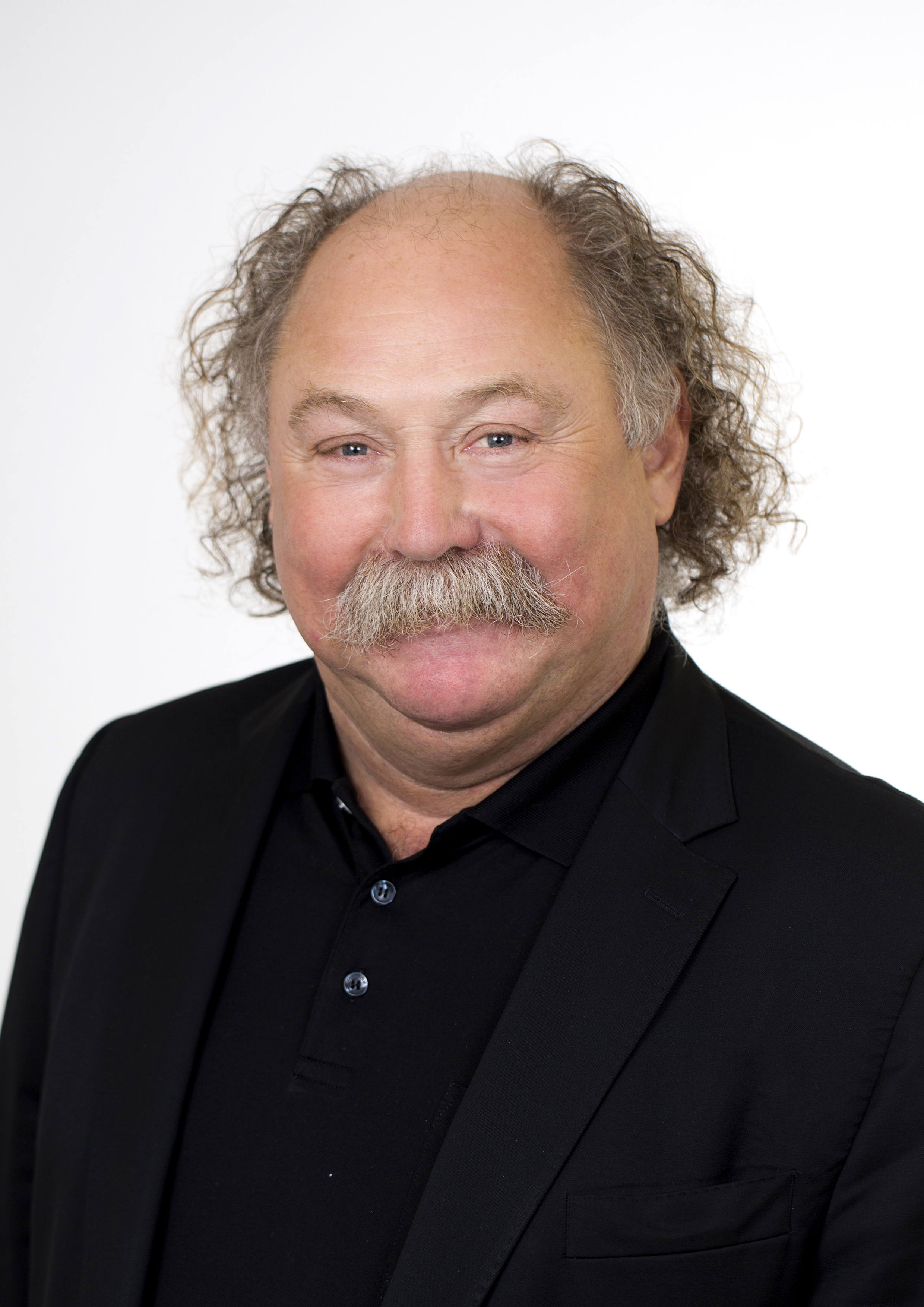
Michael Musalek (* 1955)

- Musall, Frederek (* 1973), deutscher Judaist und Hochschullehrer
- Musalov, Xaybula (* 1990), aserbaidschanischer Boxer
- Musampa, Kizito (* 1977), niederländischer Fußballspieler
- Musampa, Nordin (* 2001), niederländisch-kongolesischer Fußballspieler
- Musante, Tony (1936–2013), US-amerikanischer SchauspielerTony Musante (1936–2013)

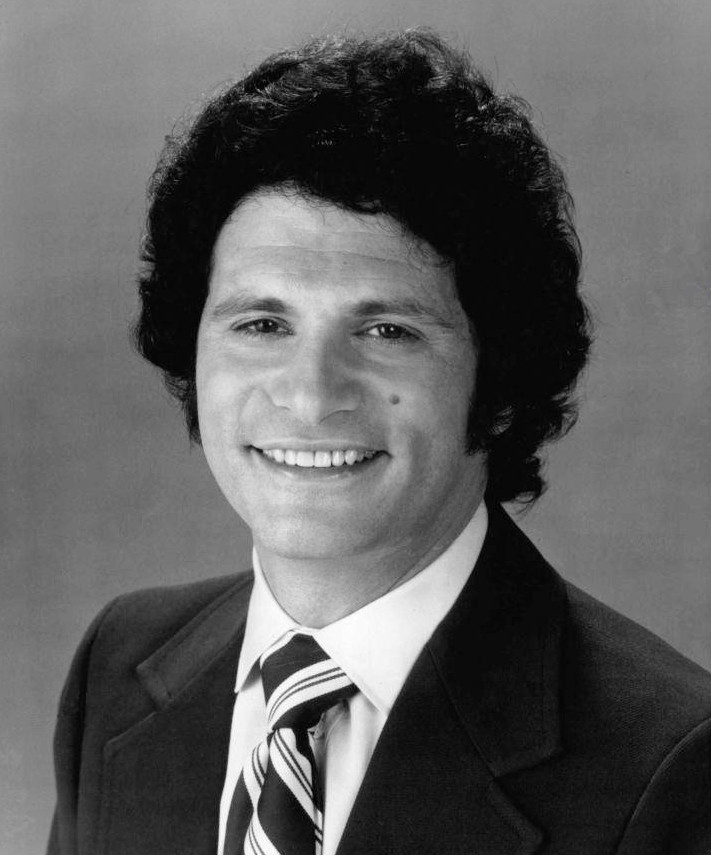
Tony Musante (1936–2013)

- Musaoğlu, Remzi (* 1965), türkischer Ringer
- Musaph, Herman (1915–1992), niederländischer Psychologe
- Musard, Philippe (1792–1859), französischer Violinist, Dirigent und Komponist
- Musarò, Bruno (* 1948), italienischer Geistlicher, römisch-katholischer Erzbischof und Diplomat des Heiligen Stuhls
- Musase, Agness (* 1997), sambische Fußballspielerin
- Musashibō, Benkei (1155–1189), japanischer Kriegermönch
- Musashimaru, Kōyō (* 1971), japanischer Sumōringer und 67. Yokozuna
- Mușat, Ioan (1928–2002), rumänischer Politiker (PCR) und Vizeadmiral
- Mușat, Nicolae (* 1986), rumänischer Fußballspieler
- Mușat, Simona (* 1981), rumänische Ruderin
- Mușat, Vasile (1926–1999), rumänischer Politiker (PCR)
- Musatti, Cesare (1897–1989), italienischer Psychologe
- Musatti, Eugenio (1844–1928), italienischer Historiker
- Musau, Brian (* 2006), kenianischer Leichtathlet
- Musäus, Beate (1942–2007), deutsche Malerin und Grafikerin
- Musäus, Hans (1910–1981), deutscher Schauspieler
- Musäus, Johann Daniel Heinrich (1749–1821), deutscher Rechtswissenschaftler und Hochschullehrer
- Musäus, Johann Karl August (1735–1787), deutscher Schriftsteller und LiteraturkritikerJohann Karl August Musäus (1735–1787)

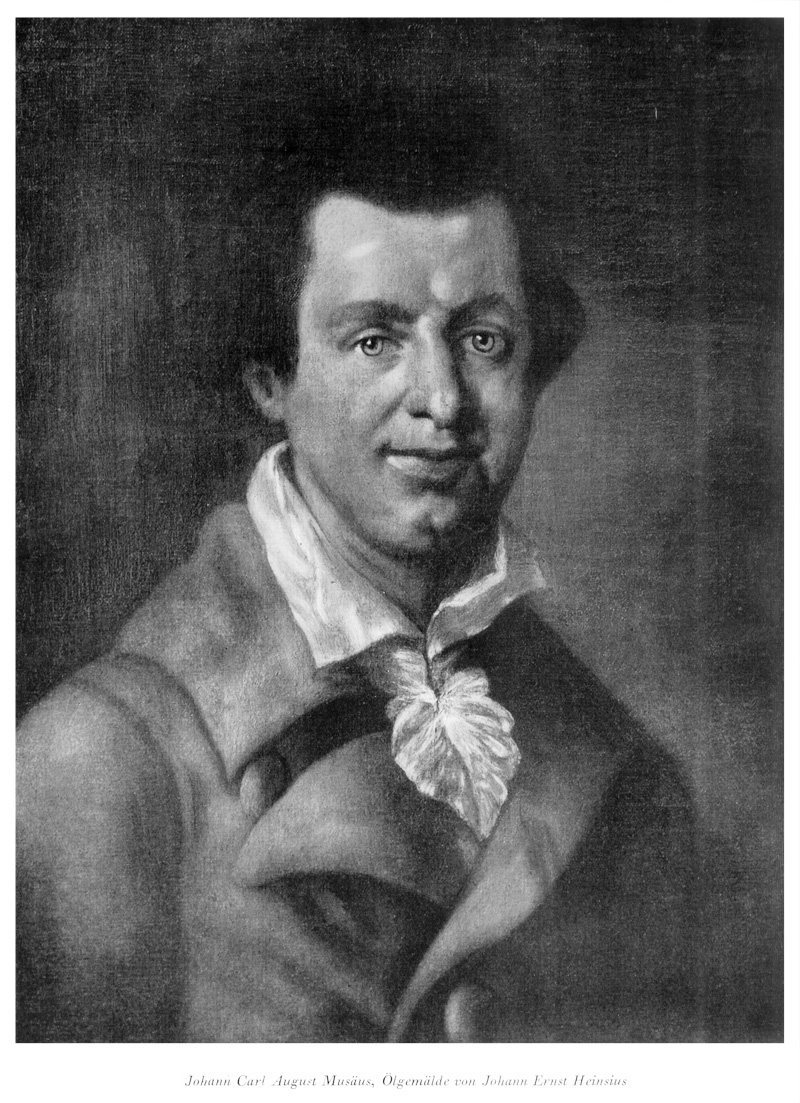
Johann Karl August Musäus (1735–1787)

- Musäus, Peter (* 1939), deutsch-österreichischer Schauspieler und Synchronsprecher
- Musäus, Simon Heinrich (1655–1711), deutscher Hochschullehrer für Natur- und Völkerrecht
- Musäus, Tilly (1883–1972), Schweißguth, Tilly; Musäus-Schenk, Tilly
- Musavu-King, Yrondu (* 1992), gabunischer Fußballspieler
- Musawi, Abbas al- († 1992), libanesisches Hisbollah-Mitglied
- Musayev, Fozil (* 1989), usbekischer Fußballspieler
- Musayev, Tofiq (* 1969), aserbaidschanischer Diplomat
- Musayev, Tofiq (* 1989), aserbaidschanischer Mixed-Martial-Arts-Kämpfer im Leichtgewicht
- Musayeva, Günay (* 1986), türkische Schauspielerin und Model
- Musayidire, Eugénie (* 1952), ruandische Menschenrechtlerin und Autorin
- Musayyebi, Kioomars (* 1977), iranisch-deutscher Musiker und Komponist
- Musazi, Ignatius (1905–1990), ugandischer Politiker

### Musc
- Muscă, Mona (* 1949), rumänische Abgeordnete und Kulturministerin
- Musca, Xavier (* 1960), französischer Ministerialbeamter
- Muscardini, Cristiana (* 1948), italienische Politikerin (MSI, AN, PDL), Mitglied der Camera dei deputati, MdEP
- Muscarella, Oscar White (1931–2022), US-amerikanischer vorderasiatischer Archäologe und Kurator
- Muscat Azzopardi, Ġużè (1853–1927), maltesischer Anwalt, Poet, Romanautor, Übersetzer, Dramatiker und Sozialkritiker
- Muscat, Alex (* 1984), maltesischer Fußballspieler
- Muscat, Angelo (1930–1977), maltesischer Schauspieler
- Muscat, Carmel (1961–2025), maltesischer Radrennfahrer
- Muscat, Charles (1963–2011), maltesischer Fußballspieler
- Muscat, Danica (* 1996), maltesische Sängerin und Songwriterin
- Muscat, Emma (* 1999), maltesische Popsängerin
- Muscat, Emmanuel (* 1984), maltesischer Fußballspieler
- Muscat, Joseph (* 1974), maltesischer Politiker, MdEP, seit März 2013 MinisterpräsidentJoseph Muscat (* 1974)

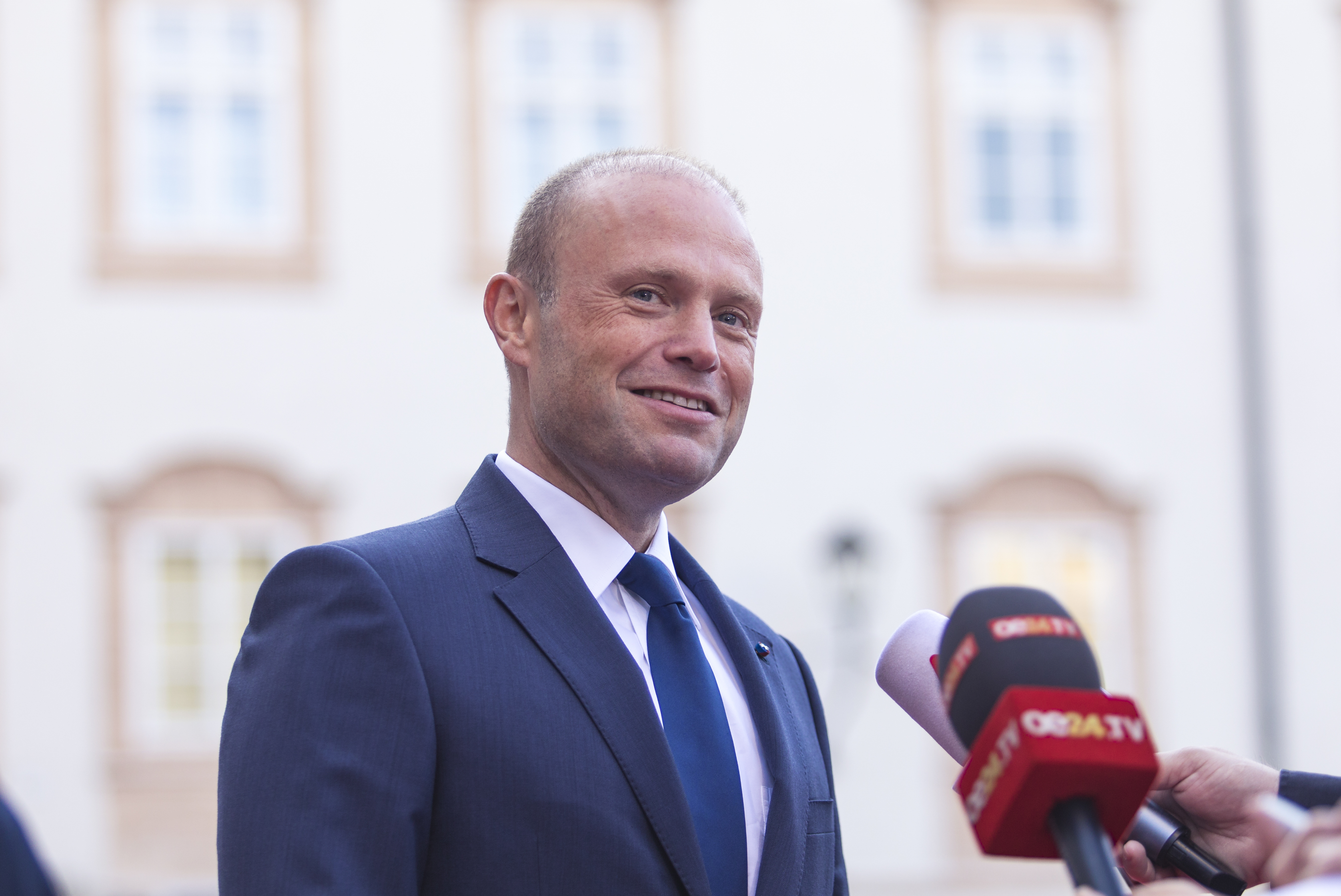
Joseph Muscat (* 1974)

- Muscat, Kevin (* 1973), australischer Fußballspieler und -trainer
- Muscat, Mario (* 1976), maltesischer Fußballspieler
- Muscat, Meta (1903–1978), deutsche Malerin
- Muscat, Michelle (* 1974), maltesische First Lady
- Muscat, Philip (1930–2010), maltesischer Politiker
- Muscat, Roderick (* 1986), maltesischer Radsportler
- Muscatine, Charles (1920–2010), US-amerikanischer Literaturwissenschaftler
- Müsch, Danja (* 1971), deutsche Beachvolleyballspielerin und -trainerin
- Musch, Detlef (* 1970), deutscher Basketballspieler
- Musch, Evert (1918–2007), niederländischer Maler
- Musch, Hans (1935–2023), deutscher Organist, Musikwissenschaftler und Hochschullehrer
- Musch, Hans-Dieter (1934–2024), deutscher Journalist und Buchautor
- Musch, Jan (* 1951), niederländischer Filmproduzent
- Müsch, Leo (1846–1911), deutscher Bildhauer
- Musch, Maria, niederländische Kauffrau und Reederin
- Müsch, Otto (1917–1996), deutscher Fußballspieler
- Muscha (1951–2003), deutscher Maler, Film- und VideokünstlerMuscha (1951–2003)

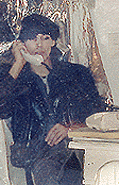
Muscha (1951–2003)

- Muschachojewa, Sarema (* 1980), russische Selbstmordattentäterin tschetschenisch-inguschischer Herkunft
- Muschailowa, Irina Wladimirowna (* 1967), russische Leichtathletin
- Muschalla, Beate (* 1981), deutsche Psychologin und Hochschullehrerin
- Muschalla, Peter (1942–2023), deutscher Politiker (SPD), MdL
- Muschalle, Frank (* 1969), deutscher Jazzpianist
- Muschallik, Hans Wolf (1911–1995), deutscher Internist und Standespolitiker
- Muschallik, Nina (1976–2020), englische Schauspielerin
- Muschamp, Herbert (1947–2007), US-amerikanischer Architekturkritiker
- Muschanow, Nikola (1872–1951), bulgarischer Politiker und Ministerpräsident
- Muschaweck, Roman (1918–2007), deutscher Pharmakologe
- Musche, Matthias (* 1992), deutscher Handballspieler
- Muscheid, Dieter (1943–2015), deutscher Politiker (SPD), MdL, Bürgermeister
- Muscheid, Dietmar (* 1957), deutscher Gewerkschafter
- Muschel von Moschau, Joseph Ignatz (1656–1716), deutscher Mediziner
- Muschel, Georgi Alexandrowitsch (1909–1989), russischer Komponist
- Muscheler, Karlheinz (* 1953), deutscher Jurist und Hochschullehrer
- Muscheler-Frohne, Christine (* 1950), deutsche Politikerin (Grüne), MdL
- Muschelischwili, Nikolos (1891–1976), georgischer Mathematiker
- Müschen, Franz Hermann (1774–1847), deutscher Lehrer, Kantor und Pomologe
- Muschenheim, Carl (1905–1977), US-amerikanischer Mediziner
- Muschenko, Wiktor (* 1961), ukrainischer General, Chef der Streitkräfte der Ukraine
- Muschet, Kerstin (* 1988), österreichische Biathletin und Skilangläuferin
- Muschg, Adolf (* 1934), Schweizer Schriftsteller und LiteraturwissenschaftlerAdolf Muschg (* 1934)

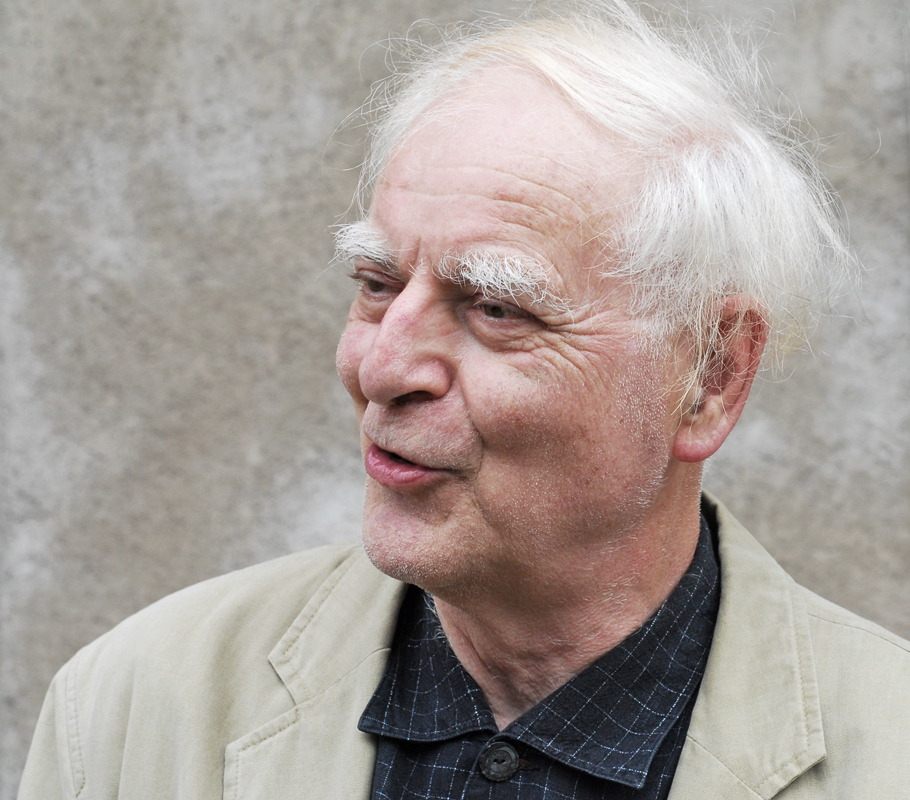
Adolf Muschg (* 1934)

- Muschg, Elsa (1899–1976), Schweizer Lehrerin und Kinderbuchautorin
- Muschg, Walter (1898–1965), Schweizer Literarhistoriker und Essayist
- Muschietti, Andrés (* 1973), argentinischer Drehbuchautor und RegisseurAndrés Muschietti (* 1973)

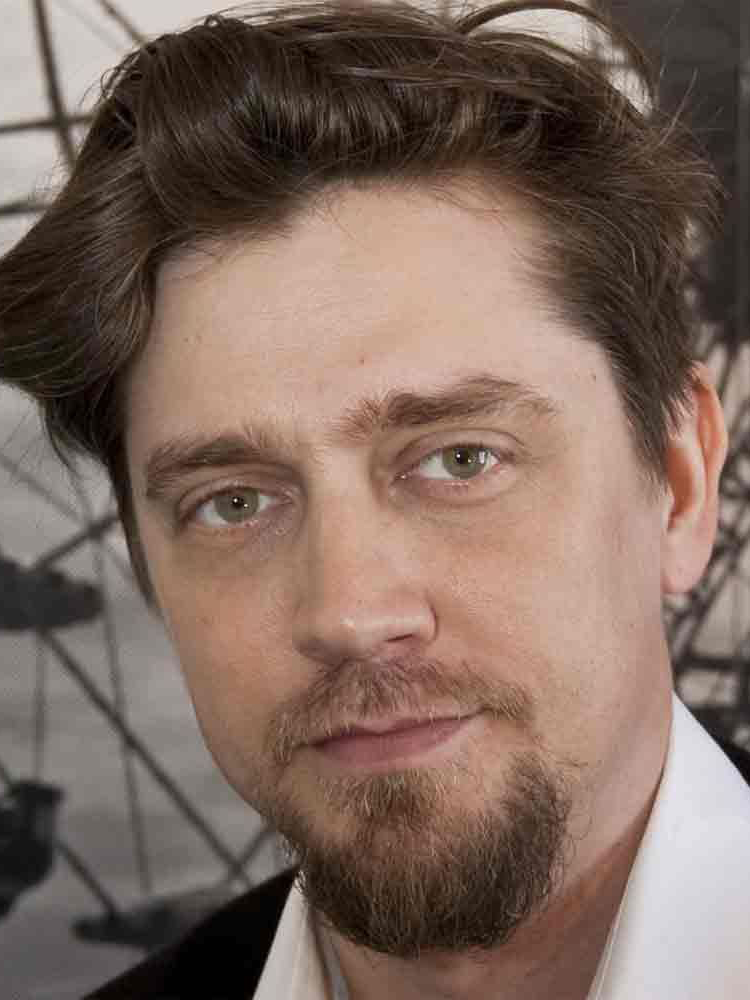
Andrés Muschietti (* 1973)

- Muschik, Ferdinand (1914–2013), österreichischer Leichtathlet
- Muschik, Johann (1911–1979), österreichischer Kunstkritiker der 1950er
- Muschinger, Vinzenz († 1628), österreichischer Adliger
- Muschinka, Anatoli (* 1970), ukrainischer Fußballspieler
- Muschiol, Dirk (* 1969), deutscher Fußballspieler
- Muschiol, Gisela (* 1959), deutsche römisch-katholische Theologin und Hochschullehrerin für Kirchengeschichte
- Muschiolik, Gerald (* 1941), deutscher Lebensmitteltechnologe, Lebensmittelwissenschaftler und Hochschullehrer
- Muschkeit, Werner (1933–1994), deutscher Fischdampferkapitän und Reedereiinspektor
- Muschketow Dmitri Iwanowitsch (1882–1938), russischer Geologe und Hochschullehrer
- Muschketow, Iwan Wassiljewitsch (1850–1902), russischer Geologe
- Muschketyk, Jurij (1929–2019), ukrainischer Schriftsteller
- Muschler, Fritz (1945–2010), deutscher Komponist
- Muschler, Reinhold Conrad (1882–1957), deutscher Botaniker und Schriftsteller
- Muschner, Georg (1885–1971), deutscher Kameramann
- Muschol, Johannes (1949–1981), deutsches Todesopfer der Berliner Mauer
- Muscholl, Erich (1926–2019), deutscher Arzt und Pharmakologe
- Muschtakow, Wiktor Alexejewitsch (* 1996), russischer Eisschnellläufer
- Muschter, Gabriele (1946–2023), deutsche Kunstwissenschaftlerin und Publizistin
- Muschter, Peter (1942–1996), deutscher Maler und Grafiker
- Muschyqow, Serikschan (* 1989), kasachischer Fußballspieler
- Muscionico, Daniele (* 1962), Schweizer Kulturjournalisten und Buchautorin
- Musculus, Andreas (1514–1581), evangelischer Theologe und Reformator
- Musculus, Balthasar, Komponist geistlicher Lieder
- Musculus, Frédéric Alphonse (1829–1888), elsässischer Chemiker
- Musculus, Heinz (1917–1976), deutscher Karikaturist, Zeichner und Illustrator
- Musculus, Johann Conrad, deutscher Kartograf, Landmesser und Buchbinder
- Musculus, Lucas (* 1991), deutscher Fußballspieler
- Musculus, Paulus († 1577), Hofprediger in Berlin
- Musculus, Wolfgang (1497–1563), reformierter Theologe
- Musculus-Stahnke, Christina (* 1962), deutsche Politikerin (FDP), MdL
- Muscutt, Les (1941–2013), US-amerikanischer Jazzmusiker (Banjo, Gitarre)

### Muse
- Muse, Clarence (1889–1979), US-amerikanischer Schauspieler, Autor, Komponist, Regisseur und Sänger
- Muse, Dan T. (1882–1950), US-amerikanischer Geistlicher der Pfingstbewegung
- Muse, Francisco (* 1996), chilenischer Speerwerfer
- Muse, Maryan Nuh (* 1997), somalische Leichtathletin
- Muše, Mladen (* 1963), deutsch-kroatischer Schachmeister
- Muse, Nadine, französische Soundeditorin, Sounddesignerin und Filmeditorin
- Müsebeck, Ernst (1870–1939), deutscher Historiker und Archivar
- Musebeni, Kokutekeleza, deutsche Filmemacherin
- Musebrink, Peter (* 1960), deutscher Musiker, Komponist, Musikproduzent, Programmierer und Gitarrist
- Museeuw, Johan (* 1965), belgischer Radrennfahrer
- Müsegades, Benjamin (* 1982), deutscher Historiker
- Musekamp, Jan (* 1976), deutscher Kulturwissenschaftler und Hochschullehrer
- Musel, Gregory (* 1990), österreichischer Handballspieler
- Müsel, Torben (* 1999), deutscher FußballspielerTorben Müsel (* 1999)

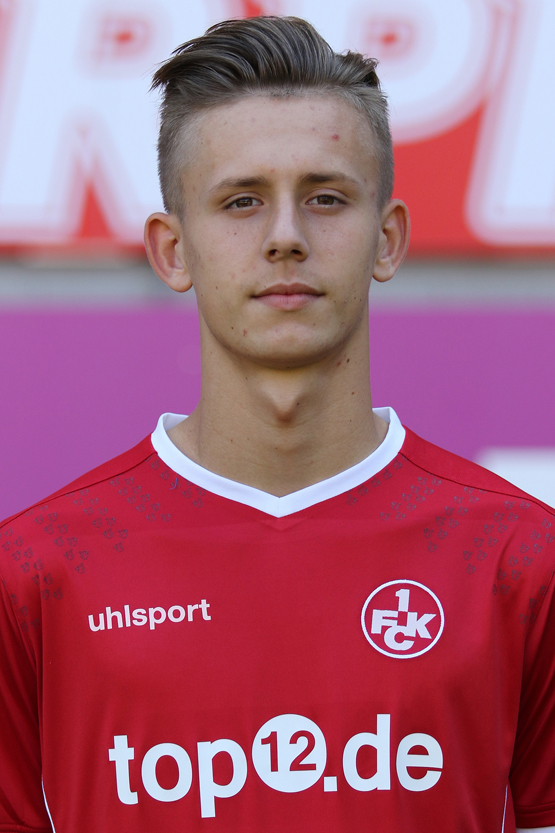
Torben Müsel (* 1999)

- Müseler, Wilhelm (1887–1952), deutscher Reiter und Kunstschriftsteller
- Müseler, Wilhelm (1952–2023), deutscher Numismatiker und Münzhändler
- Muselet, Christian (* 1952), französischer Radrennfahrer
- Muselier, Renaud (* 1959), französischer Politiker (LR), Mitglied der Nationalversammlung, MdEP
- Musella, Salvatore (1896–1943), italienischer Komponist
- Muselli, Vincent (1879–1956), französischer Dichter
- Musembi, Maxwell (* 1973), kenianischer Marathonläufer
- Museminali, Rosemary (* 1962), ruandische Diplomatin und Politikerin
- Musenbichler, Robby (* 1955), österreichischer Gitarrist, Komponist und Musikproduzent
- Musengamana, Papias (* 1967), ruandischer Geistlicher, römisch-katholischer Bischof von Byumba
- Müser, Erich (1882–1944), deutscher Landrat und Provinziallandtagsmitglied
- Müser, Franzjosef (1897–1976), deutscher Politiker (CDU), MdB
- Müser, Friedrich Wilhelm (1812–1874), Verwaltungsratsvorsitzender der Harpener Bergbau AG
- Muser, Ivo (* 1962), italienischer Geistlicher, Theologe, Bischof der Diözese Bozen-BrixenIvo Muser (* 1962)

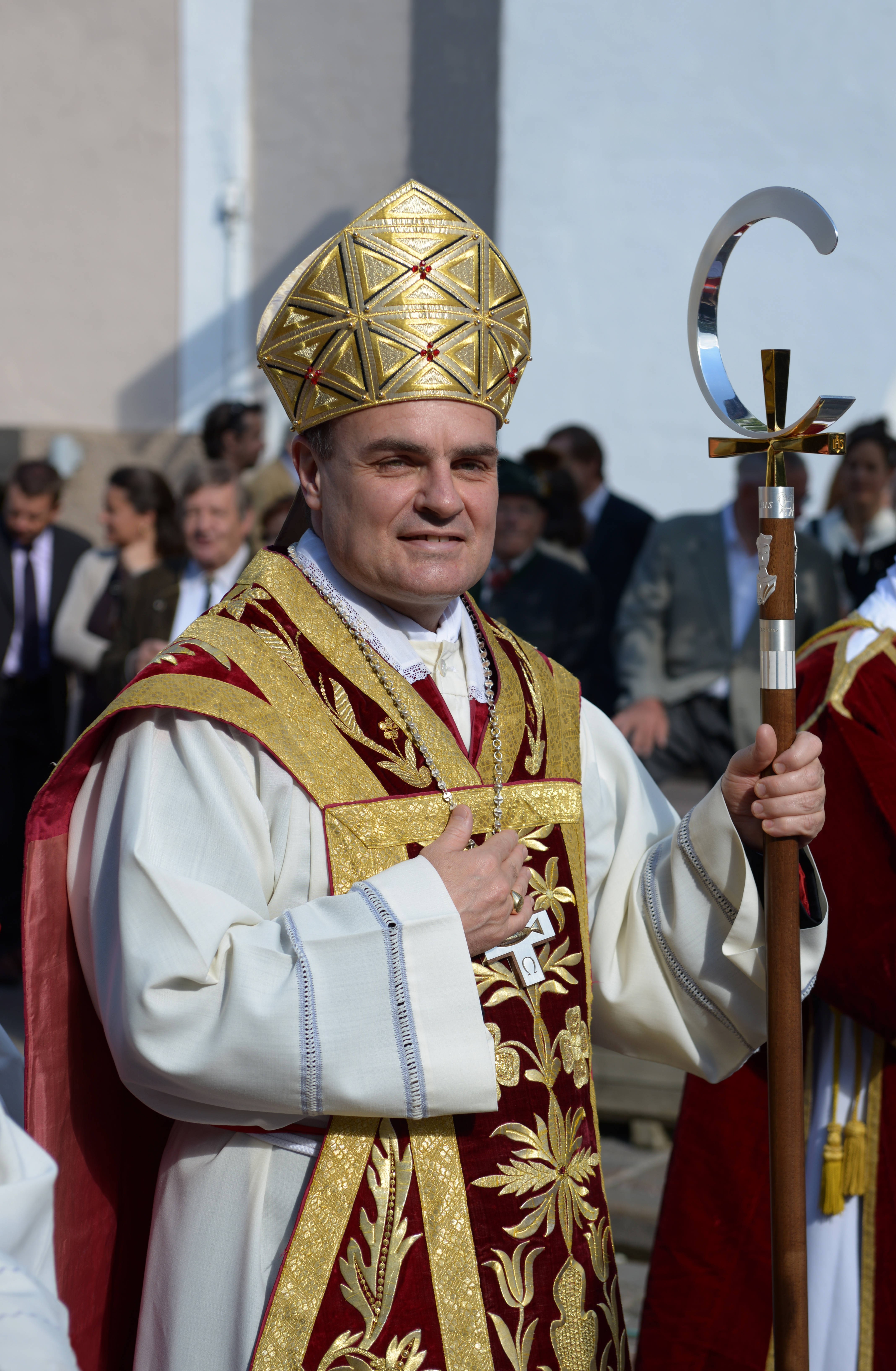
Ivo Muser (* 1962)

- Muser, Karl (1833–1917), deutscher Gastwirt und Dichter
- Müser, Marie (* 1997), deutsche Politikerin (Bündnis 90/Die Grünen)
- Muser, Martin (* 1965), deutscher Schriftsteller und Drehbuchautor
- Muser, Oskar (1850–1935), deutscher Jurist und Politiker
- Müser, Robert (1849–1927), deutscher Bergbauindustrieller
- Müser, Willi (1928–2013), deutscher Bahnbeamter und Politiker (CDU), MdB
- Muser, Wolf (1950–2022), deutscher Schauspieler
- Muserski, Dmitri Alexandrowitsch (* 1988), russischer Volleyballspieler
- Musès, Charles Arthur (1919–2000), US-amerikanischer Mathematiker, Esoteriker und Begründer einer neoschamanistischen Bewegung
- Muset i Ferrer, Josep (1889–1957), katalanischer Organist, Komponist und katholischer Priester
- Musetti, Lorenzo (* 2002), italienischer Tennisspieler
- Museveni, Janet (* 1948), ugandische Politikerin und First Lady
- Museveni, Yoweri, ugandischer StaatspräsidentYoweri Museveni

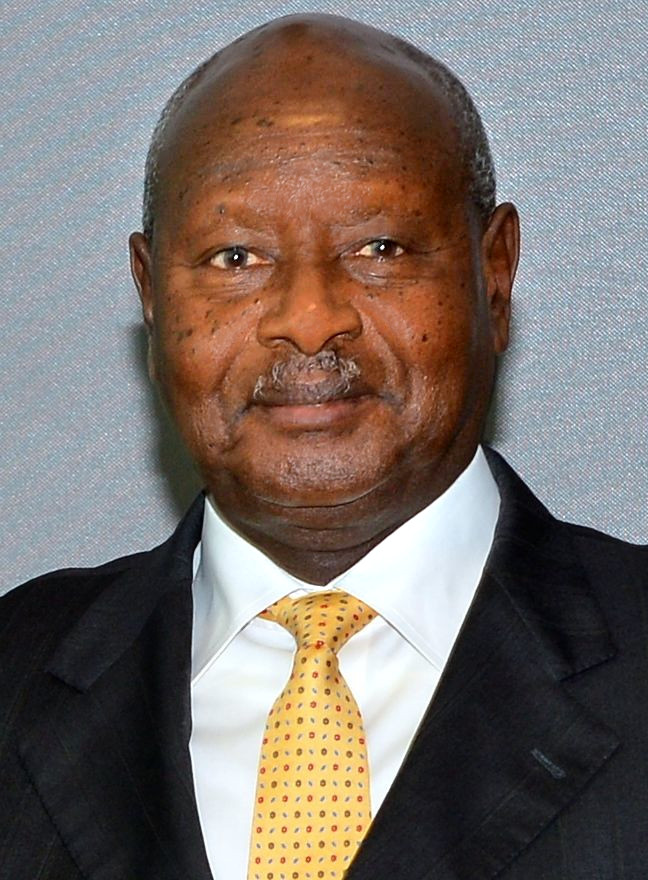
Yoweri Museveni

- Musey, George (1928–1992), US-amerikanischer Geistlicher, Bischof in der Sukzession des Pierre Martin Ngo Dinh Thuc
- Mušezib-Marduk († 689 v. Chr.), König von Babylon (692–689 v. Chr.)

### Musf
- Musfeld, Ernst (1900–1964), Schweizer Maler und Grafiker
- Müşfiq, Mikayıl (1908–1939), aserbaidschanischer Dichter und Opfer des stalinistischen Terrors
- Musfirah Binti Ahmad Kamal, Izzatul (* 2008), malaysische Sprinterin

### Musg
- Musga, Benjamin (* 1982), deutscher Eishockeyspieler
- Musger, August (1868–1929), österreichischer Priester, Physiker und Erfinder
- Musger, Erwin (1909–1985), österreichischer Flugzeug- und Fahrzeugkonstrukteur
- Musgrave, Alan (* 1940), britischer Philosoph und Wissenschaftstheoretiker
- Musgrave, Andrew (* 1990), britischer Skilangläufer
- Musgrave, Anthony (1828–1888), Gouverneur verschiedener britischer Kolonien
- Musgrave, Marilyn (* 1949), US-amerikanische Politikerin
- Musgrave, Peggy (1924–2017), britisch-US-amerikanische Finanzwissenschaftlerin
- Musgrave, R. D. (1899–1960), US-amerikanischer Filmtechniker
- Musgrave, Richard (1910–2007), deutschamerikanischer Ökonom
- Musgrave, Rosamund (* 1986), britische Skilangläuferin
- Musgrave, Samuel (1732–1780), englischer Altphilologe und Arzt
- Musgrave, Story (* 1935), US-amerikanischer AstronautStory Musgrave (* 1935)

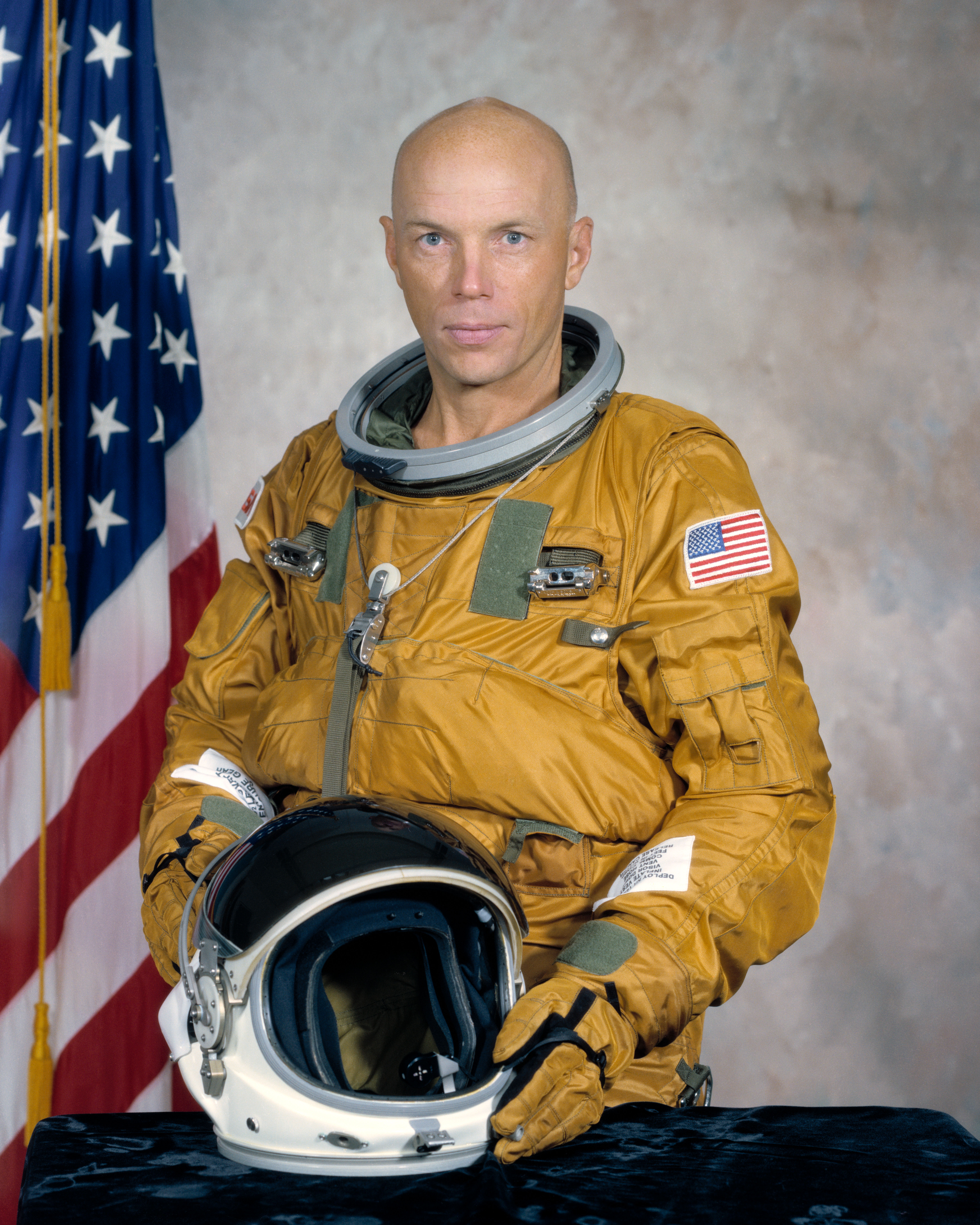
Story Musgrave (* 1935)

- Musgrave, Susan (* 1951), kanadische Poetin und Kinderbuchautorin
- Musgrave, Thea (* 1928), US-amerikanische Komponistin
- Musgrave, Trudi (* 1977), australische Tennisspielerin
- Musgraves, Kacey (* 1988), US-amerikanische Countrysängerin und -songwriterinKacey Musgraves (* 1988)

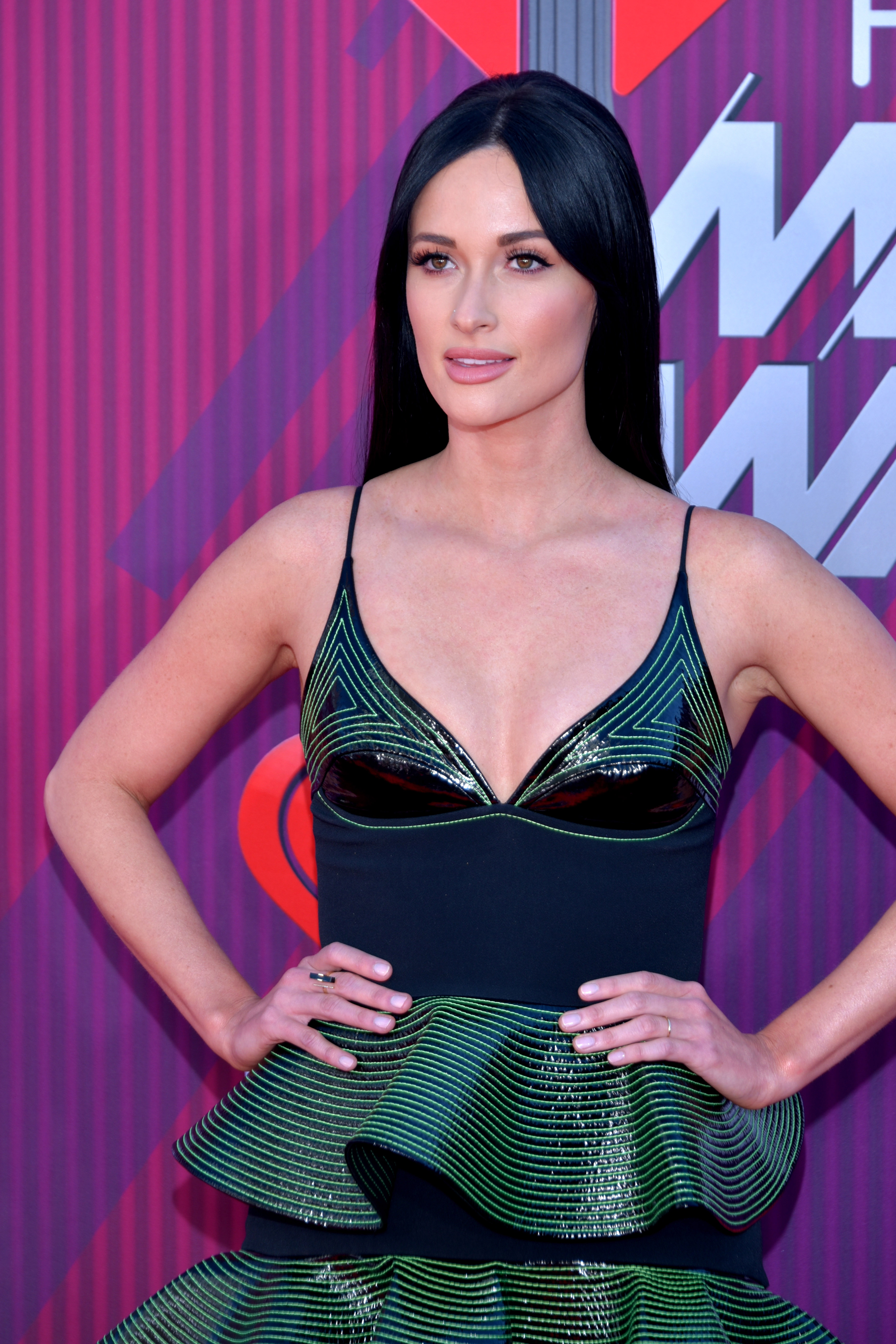
Kacey Musgraves (* 1988)

- Musgrove, George (1854–1916), australischer Theater- und Opernunternehmer englischer Herkunft
- Musgrove, Mary, US-amerikanische Verhandlungsführerin zwischen englischen und indianischen Gemeinschaften
- Musgrove, Ronnie (* 1956), US-amerikanischer Politiker

### Mush
- Musha, Hiromu (* 1999), japanischer Fußballspieler
- Mushaifri, Mahmood al- (* 1993), omanischer Fußballspieler
- Mushanga, Sydney (* 1977), sambischer Politiker
- Mushanokōji, Kintomo (1882–1962), japanischer Sonderbotschafter und Unterzeichner des Antikominternpaktes
- Mushanokōji, Saneatsu (1885–1976), japanischer Schriftsteller und Maler
- Musharbash, Nazih (* 1946), deutscher Lehrer und Politiker (SPD), MdL
- Musharbash, Yassin (* 1975), deutscher Journalist und Schriftsteller
- Mushard, Luneburg (1672–1708), deutscher Schulmann und Historiker
- Mushard, Martin (1699–1770), Prähistoriker; lutherischer Pastor
- Musharraf, Pervez (1943–2023), pakistanischer Politiker, Präsident Pakistans
- Musharrafieh, Ramzi, libanesischer Politiker
- Mushegain, Karin, US-amerikanische Opernsängerin
- Mushegian, Nikolai (1993–2022), US-amerikanischer Informatiker und Software-IngenieurNikolai Mushegian (1993–2022)

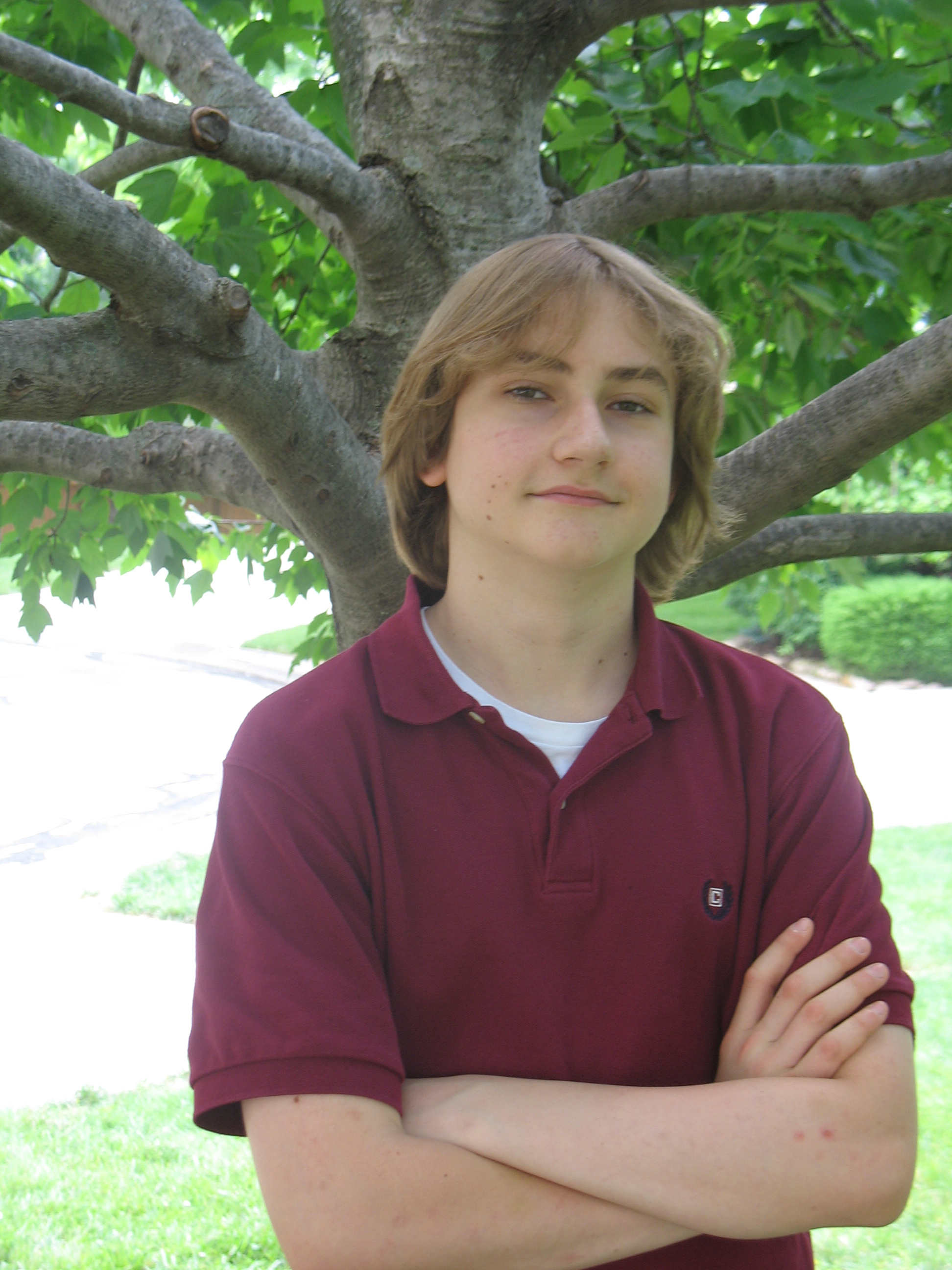
Nikolai Mushegian (1993–2022)

- Mushekwi, Nyasha (* 1987), simbabwischer Fußballspieler
- Mushelenga, Peya (* 1975), namibischer Politiker und Minister
- Mushet, Robert Forester (1811–1891), britischer Metallurge
- Mushidi, Kostja (* 1998), deutscher Basketballspieler
- Mushika, Chiho (* 2001), japanische Tennisspielerin
- Mushika, Mao (* 2005), japanische Tennisspielerin
- Mushika, Mio (* 2005), japanische Tennisspielerin
- Mushikiwabo, Louise (* 1961), ruandische Politikerin und Mitglied der Ruandischen Patriotischen Front (RPF)
- Mushimba, Brian (* 1974), sambischer Politiker
- Mushin, Pip (* 1963), australischer Schauspieler
- Mushingi, Tulinabo S. (* 1956), US-amerikanischer Diplomat
- Mushok, Mike (* 1970), US-amerikanischer Gitarrist
- Musholatubbee (1770–1836), Häuptling der Choctaw
- Mushosho Matabaro, Emile (* 1967), kongolesischer römisch-katholischer Geistlicher und Bischof von Doruma-Dungu
- Mushtaq, Banu (* 1948), indische Schriftstellerin, Juristin und Frauenrechtlerin
- Mushyk, Anatoliy (* 1981), ukrainisch-israelischer Gewichtheber

### Musi
- Musi, Maria Maddalena (1669–1751), italienische Opernsängerin (Sopran) des Hochbarock
- Musiał, Adam (1948–2020), polnischer Fußballspieler und -trainer
- Musiał, Bogdan (* 1960), deutsch-polnischer Historiker
- Musial, David (* 1975), tschechisch-deutscher Eishockeyspieler und -trainer
- Musial, Helge, deutscher Choreograf und Tanz- und Theaterpädagoge
- Musiał, Maciej (* 1995), polnischer Filmschauspieler, Moderator, Filmproduzent und SynchronsprecherMaciej Musiał (* 1995)

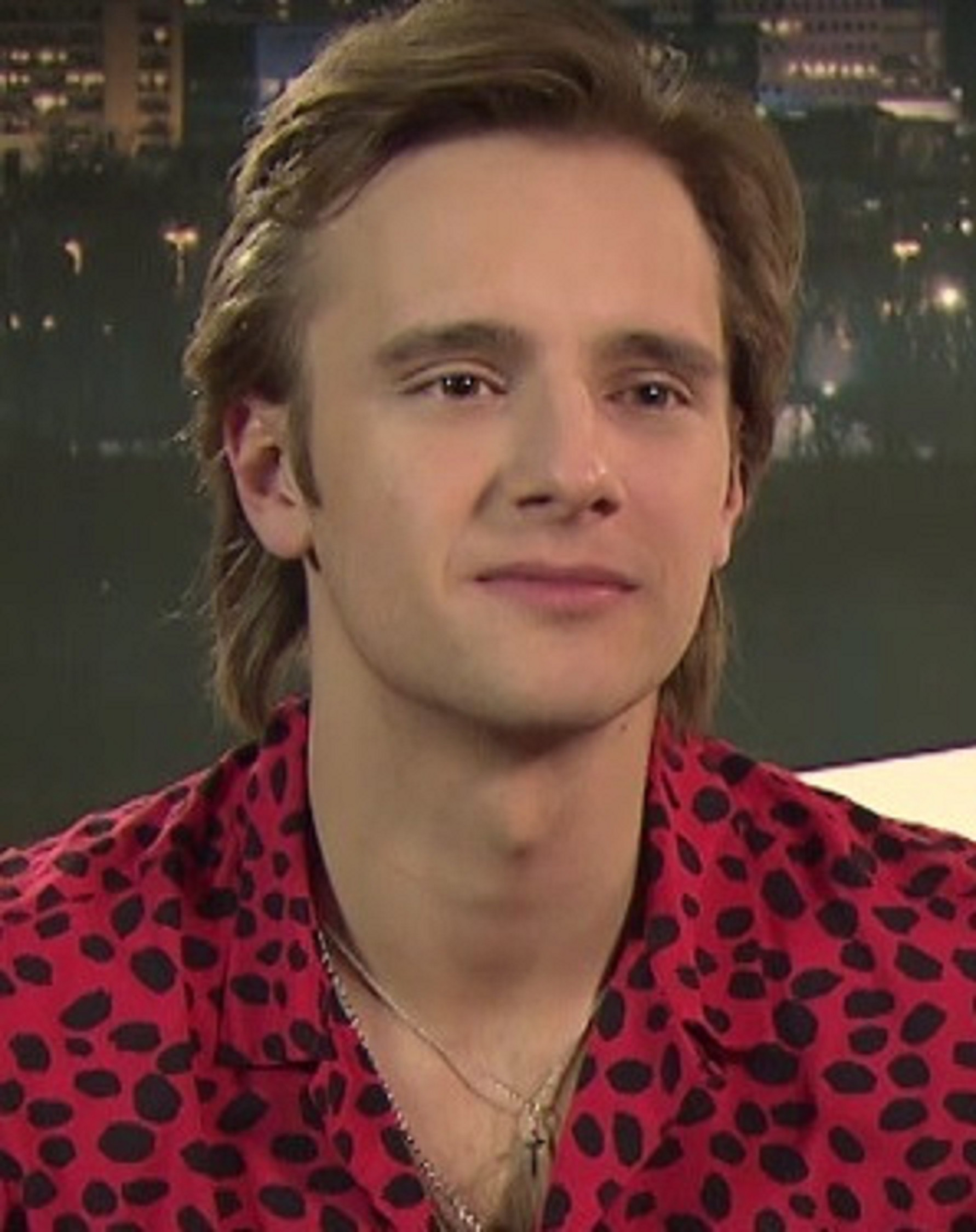
Maciej Musiał (* 1995)

- Musial, Martha (1908–1995), deutsche Opernsängerin (Sopran)
- Musial, Stan (1920–2013), US-amerikanischer Baseballspieler
- Musiał, Stanisław (1938–2004), polnischer katholischer Theologe
- Musiał, Tomasz (* 1981), polnischer Fußballschiedsrichter
- Musiala, Jamal (* 2003), deutsch-britischer FußballspielerJamal Musiala (* 2003)

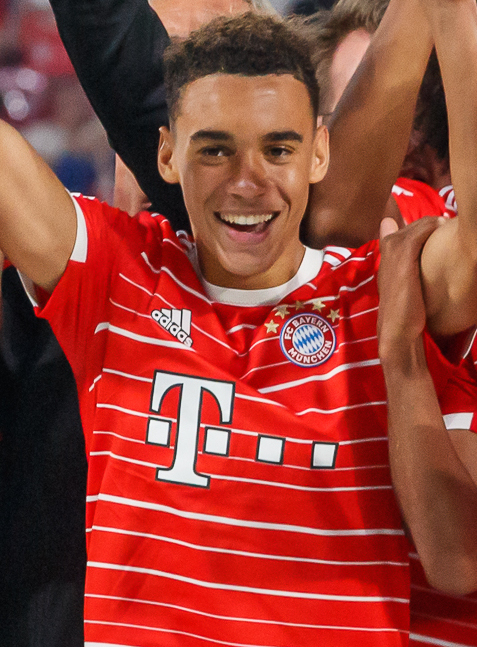
Jamal Musiala (* 2003)

- Musiałczyk, Janina (* 1943), polnische Künstlerin und Pädagogin
- Musiałek, Adam Leszek (* 1957), polnischer Ordensgeistlicher, römisch-katholischer Bischof von De Aar
- Musialek, Alexis (* 1988), französischer Tennisspieler
- Musialik, Stuart (* 1985), australischer Fußballspieler
- Musiałowski, Maciej (* 1993), polnischer Filmschauspieler
- Musiat, Siegmund (1930–2017), sorbischer Volkskundler
- Mušič, Aleš (* 1982), slowenischer Eishockeyspieler
- Musić, Bakir (* 2006), bosnischer Sprinter
- Mušić, Ensar (* 2007), österreichischer Fußballspieler
- Musić, Ivan (1848–1888), katholischer Geistlicher und Widerstandskämpfer
- Music, Lorenzo (1937–2001), US-amerikanischer Synchronsprecher, Fernsehproduzent und Drehbuchautor
- Mušič, Marko (* 1941), jugoslawisch-slowenischer Architekt
- Musić, Vedin (* 1973), bosnischer Fußballspieler
- Mušič, Zoran (1909–2005), jugoslawisch-italienischer Maler und Grafiker
- Musicescu, Florica (1887–1969), rumänische Pianistin und Musikpädagogin
- Musicescu, Gavriil (1847–1903), rumänischer Komponist
- Musick, John A. (1941–2021), US-amerikanischer Ichthyologe
- Musidora (1889–1957), französische Stummfilm-Schauspielerin, Drehbuchautorin, Filmregisseurin, Journalistin und Schriftstellerin
- Musiel, Franciszek (1915–1992), polnischer Geistlicher
- Musielak, Hans-Joachim (* 1933), deutscher Rechtswissenschaftler und Hochschullehrer
- Musienko, Marco (* 1977), deutscher Regisseur und Autor
- Musierowicz, Małgorzata (* 1945), polnische Schriftstellerin, Jugendbuchautorin und Illustratorin
- Musija, Dino (* 1999), österreichischer Fußballspieler
- Musik, Erna (1921–2009), österreichische Politikerin (SPÖ)
- Musik, Yvonne (* 1985), deutsche Turnerin
- Musikanos († 325 v. Chr.), antiker indischer Stammesfürst
- Musikaphan, Somsak (* 1992), thailändischer Fußballspieler
- Musiker, Lee (* 1956), US-amerikanischer Jazzmusiker
- Musikus, Hokus Pokus (* 1962), österreichischer Musiker und Kinderliedermacher
- Musikuwa, Peter Martin (* 1952), malawischer Geistlicher, Bischof von Chikwawa
- Musil, Alfred (1846–1924), Maschinenbauingenieur und österreichischer Hochschullehrer
- Musil, Alois (1868–1944), tschechischer Orientalist, römisch-katholischer Priester und TheologeAlois Musil (1868–1944)

Alois Musil (1868–1944)

- Musil, Alois (1913–1994), österreichischer Manager und Fußballfunktionär
- Musil, Andreas (1971–2022), deutscher Rechtswissenschaftler
- Musil, Bartolo (* 1974), österreichischer Opernsänger (Bariton), Komponist und Gesangspädagoge
- Musil, Bohumil (1922–1999), tschechoslowakischer Fußballspieler und Fußballtrainer
- Musil, Cyril (1907–1977), tschechoslowakischer Skisportler, Vizeweltmeister, Widerstandskämpfer gegen Nationalsozialismus und Kommunismus
- Musil, Erich (1906–1968), österreichischer Schauspieler
- Musil, František (* 1964), tschechischer Eishockeyspieler, -trainer und -scout
- Musil, Horst (* 1971), österreichischer Fußballspieler und -trainer
- Musil, Irina Borowska (1931–2020), argentinische Primaballerina
- Musil, Josef (1932–2017), tschechoslowakischer Volleyballspieler
- Musil, Karl (1939–2013), österreichischer Solotänzer
- Musil, Ludwig (* 1941), österreichischer Tänzer
- Musil, Radek (* 1973), tschechischer Handballspieler
- Musil, Robert (1880–1942), österreichischer Schriftsteller und TheaterkritikerRobert Musil (1880–1942)

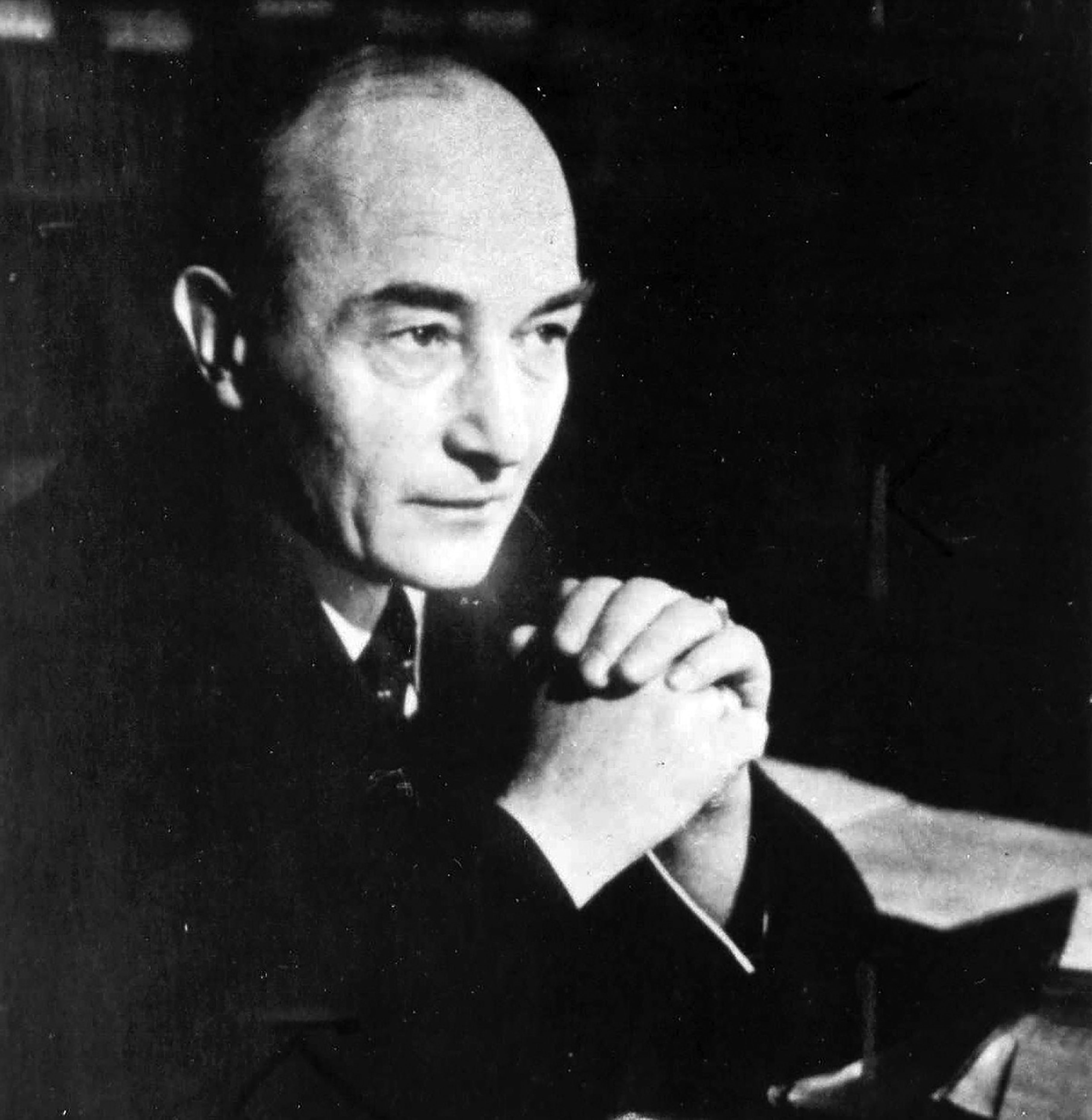
Robert Musil (1880–1942)

- Musil, Rudolf von (1838–1922), österreichisch-ungarischer Berufssoldat
- Musil, Zdeněk (* 1964), tschechischer Badmintonspieler
- Musila, David (* 1943), kenianischer Politiker
- Musilinski, Frank (* 1963), deutscher Zauberkünstler
- Musillami, Michael (* 1953), US-amerikanischer Jazz-Gitarrist, Musikproduzent, Bandleader und Komponist
- Musilus, antiker römischer Toreut
- Musimessi, Julio (1923–1997), argentinischer Fußballspieler
- Musin, Ovide (1854–1929), belgischer Violinist und Komponist
- Musinowski, Peer Oscar (* 1987), deutscher Schauspieler
- Mușinschi, Iaroslav (* 1976), moldauischer Langstreckenläufer
- Musio, Giuliano (* 1977), deutschsprachiger Schweizer Schriftsteller
- Musiol, Bogdan (* 1957), deutscher Bobsportler
- Musiol, Daniel (* 1983), deutscher Radrennfahrer
- Musiol, Daniela (* 1970), österreichischer Politiker (Grüne), Abgeordnete zum Nationalrat
- Musiol, Julian (* 1986), deutscher Skispringer
- Musiol, Lynn T., Autor und Regisseur
- Musiol, Marion, deutsche Synchronsprecherin
- Musiol, Robert (1846–1903), deutscher Musikschriftsteller, Musikpädagoge und Komponist
- Musioł, Waldemar (* 1976), polnischer römisch-katholischer Geistlicher, Weihbischof in Oppeln
- Musiolek, Hanna (1931–2020), deutsche Modedesignerin und Modegrafikerin
- Musiolek, Peter (1927–1991), deutscher Althistoriker
- Musiq Soulchild (* 1977), US-amerikanischer Soul- und R&B-Sänger
- Musisi, Magid (1968–2005), ugandischer Fußballspieler
- Musitelli, Ferruccio (1927–2013), uruguayischer Filmemacher und Dokumentarfilmer
- Musius, Cornelis (1500–1572), niederländischer römisch-katholischer Priester und Klosterrektor, humanistischer Gelehrter, Dichter und Kunstsammler
- Musiye (* 1989), deutscher Rapper, Sänger und Produzent

### Musk
- Musk, Elon (* 1971), südafrikanisch-kanadisch-US-amerikanischer Unternehmer und MilliardärElon Musk (* 1971)

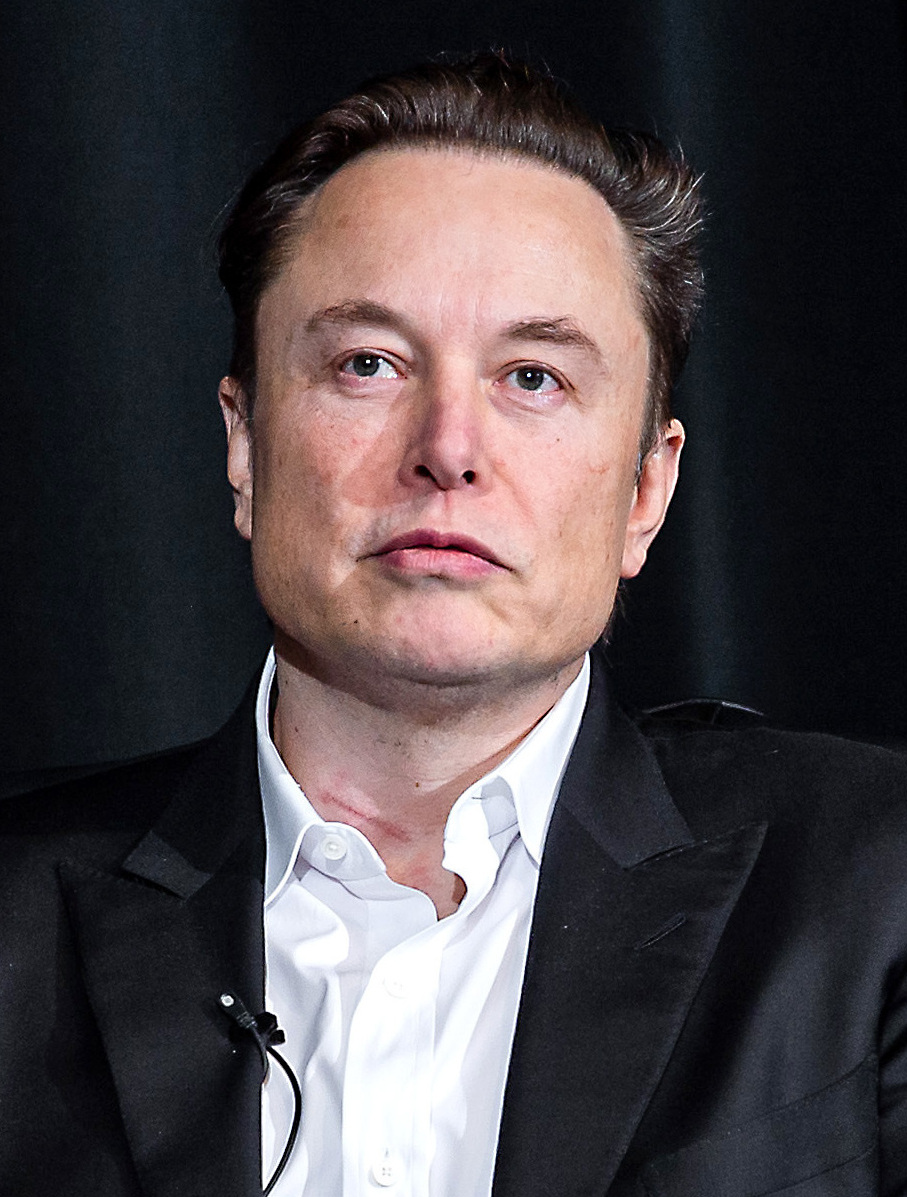
Elon Musk (* 1971)

- Musk, Errol (* 1946), südafrikanischer Ingenieur, Geschäftsmann und Politiker
- Musk, Justine (* 1972), kanadische Schriftstellerin
- Musk, Kimbal (* 1972), kanadisch-US-amerikanischer Unternehmer und Gastronom
- Musk, Maye (* 1948), kanadisch-südafrikanisch-US-amerikanisches Model, Autorin und ErnährungsberaterinMaye Musk (* 1948)

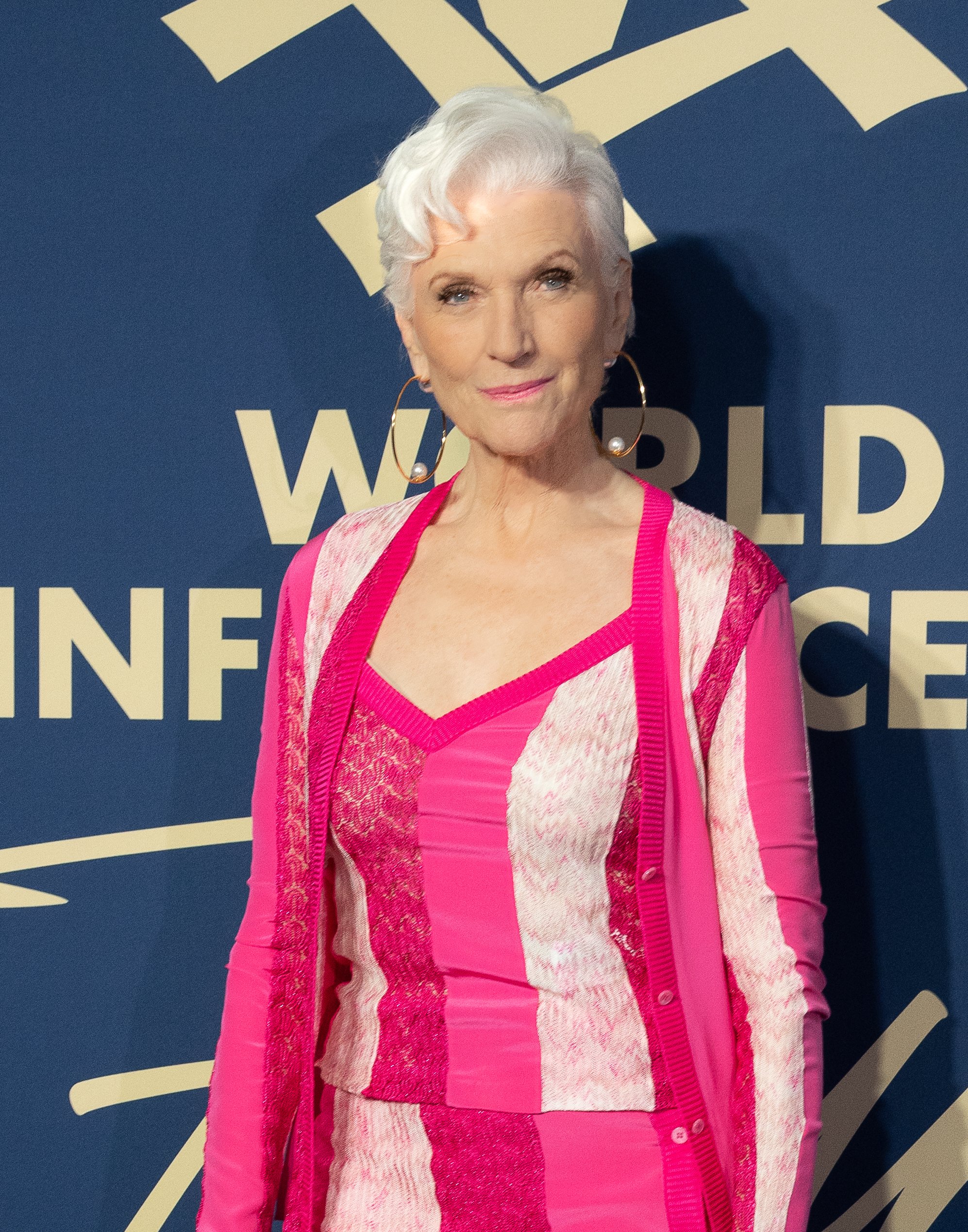
Maye Musk (* 1948)

- Musk, Ming (* 1979), chinesischer Künstler und Musiker
- Musk, Tosca (* 1974), südafrikanisch-US-amerikanische Filmemacherin
- Muska, Chad (* 1977), US-amerikanischer Skateboarder
- Muskała, Gabriela (* 1969), polnische Schauspielerin
- Muskala, Grzegorz (* 1978), polnisch-deutscher Filmregisseur
- Muskała, Monika (* 1966), polnische Autorin und Übersetzerin
- Muskát, László (1903–1966), ungarischer Sprinter und Hürdenläufer
- Muskata, Johann († 1320), römisch-katholischer Bischof von Krakau
- Muskatal, István (* 1986), ungarischer Biathlet und Sommerbiathlet
- Muskatblüt, deutscher Dichter
- Muškatirović, Milan (1934–1993), jugoslawischer Wasserballspieler
- Muškatirović, Srđan (* 1972), serbischer Tennisspieler
- Muskens, Eefje (* 1989), niederländische Badmintonspielerin
- Muskens, Martinus (1935–2013), niederländischer römisch-katholischer Geistlicher, Bischof von Breda
- Musker, John (* 1953), US-amerikanischer Regisseur, Drehbuchautor und Animator
- Musketa, Konstanze (* 1956), deutsche Musikwissenschaftlerin und Bibliothekarin
- Muskett, Jennie (* 1955), britische Komponistin
- Muskie, Edmund (1914–1996), US-amerikanischer Politiker
- Muskus, Damian Andrzej (* 1967), polnischer römisch-katholischer Ordensgeistlicher, Weihbischof in Krakau
- Musky, Jane (* 1954), US-amerikanische Filmarchitektin

### Musl
- Muslar, Eugène (* 1959), belizischer Langstreckenläufer
- Muslera, Fernando (* 1986), uruguayischer Fußballtorhüter
- Muslera, Graciela (* 1963), uruguayische Politikerin
- Musli, Dejan (* 1991), serbischer Basketballspieler
- Muslić, Miron (* 1982), bosnisch-österreichischer Fußballspieler und -trainer
- Muslihuddin, Musa († 1552), islamischer Mystiker
- Muslija, Florent (* 1998), deutsch-kosovarischer FußballspielerFlorent Muslija (* 1998)

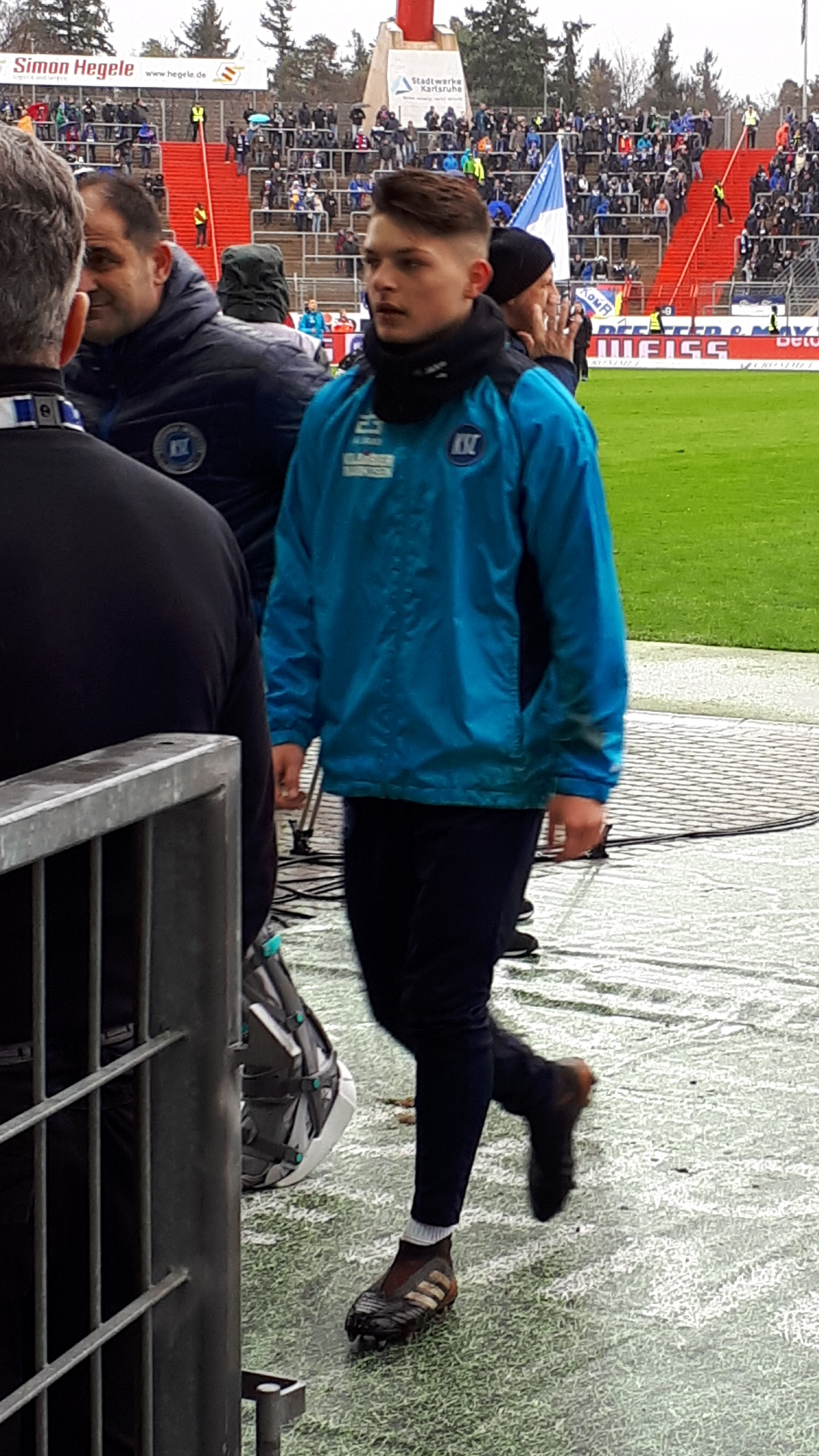
Florent Muslija (* 1998)

- Muslija, Gentrit (* 2006), Schweizer Fussballtorhüter
- Muslim ibn al-Haddschādsch († 875), Verfasser einer Sammlung von Hadithen
- Muslim, Petar (* 1988), kroatischer Wasserballspieler
- Muslim, Salih (* 1951), kurdisch-syrischer Politiker (PYD)Salih Muslim (* 1951)

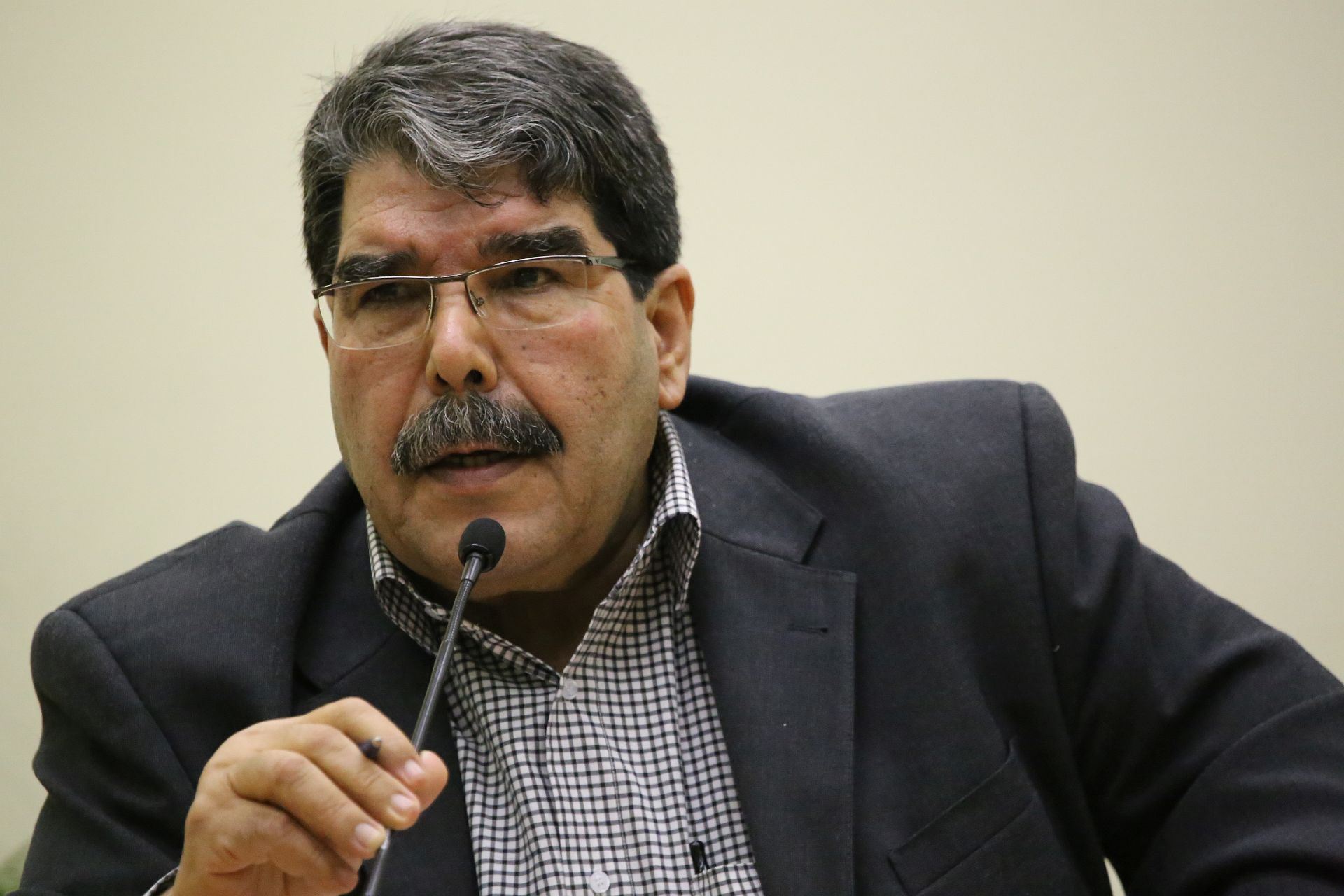
Salih Muslim (* 1951)

- Muslimgauze (1961–1999), englischer Musiker aus dem Bereich der elektronischen Musik
- Muslimović, Halid, bosnischer Folksänger
- Muslimović, Kenan (* 1997), österreichischer Fußballspieler
- Muslimović, Zlatan (* 1981), bosnisch-herzegowinischer Fußballspieler
- Muslimow, Pawel Iljitsch (* 1967), russischer Biathlet
- Müslin, Daniel (1672–1748), Schweizer Landpfarrer
- Müslin, David (1747–1821), Schweizer reformierter Pfarrer
- Müslin, Johann Heinrich (1682–1757), Schweizer Pietist
- Muslin, Marko (* 1985), französisch-serbischer Fußballspieler
- Muslin, Slavoljub (* 1953), serbischer Fußballspieler und -trainer
- Musliu, Visar (* 1994), nordmazedonischer Fußballspieler
- Muslu, Murathan (* 1981), österreichischer Schauspieler und RapperMurathan Muslu (* 1981)

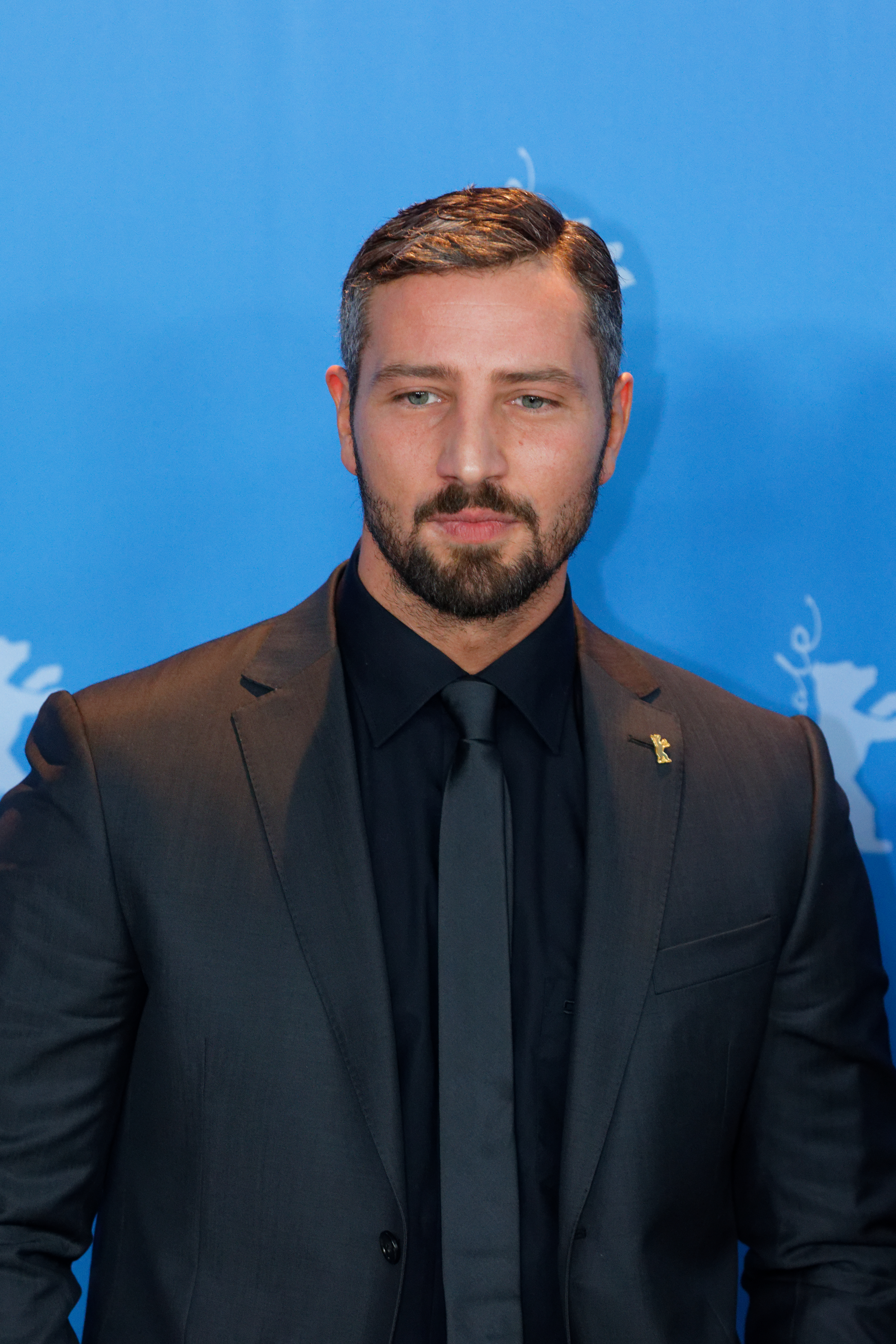
Murathan Muslu (* 1981)

### Musm
- Musmann, Hans-Georg (* 1935), deutscher Elektrotechniker und Professor der Elektrotechnik
- Musmanno, Michael A. (1897–1968), US-amerikanischer Jurist und Marineoffizier, Richter am internationalen Militärgerichtshof in Nürnberg

### Musn
- Musnicki, Meghan (* 1983), US-amerikanische Ruderin
- Musnier, Louis François Félix (1766–1837), französischer General der Infanterie

### Muso
- Musō, Soseki (1275–1351), Zenmeister, Gartengestalter, Dichter, Kalligraph, Politikberater
- Musobo, Fred (* 1996), ugandischer Langstrecken- und Bergläufer
- Musoke, Kintu (* 1938), ugandischer Politiker
- Musoke, Saulo (1920–2011), ugandischer Politiker
- Musokios, slawischer Führer
- Musokotwane, Kebby (1946–1996), sambischer Politiker (UNIP)
- Musole, Ngambo (* 1998), sambische Fußballspielerin
- Musolesi, Mario (1914–1944), italienischer Partisan
- Musolf, Marcel (* 1985), deutscher Politiker (Freie Wähler)
- Musolff, Hans-Ulrich (* 1956), deutscher Pädagoge
- Musolino, Alejandro (* 1971), argentinischer römisch-katholischer Ordensgeistlicher, Weihbischof in Córdoba
- Musolino, Enrico (1928–2010), italienischer Eisschnellläufer
- Musolino, Vincenzo (1930–1969), italienischer Schauspieler, Produzent und Filmregisseur
- Musomba, Stephano (* 1969), tansanischer römisch-katholischer Ordensgeistlicher, Bischof von Bagamoyo
- Musona, Knowledge (* 1990), simbabwischer Fußballspieler
- Musonda, Catherine (* 1998), sambische Fußballspielerin
- Musonda, Charly (* 1996), belgischer Fußballspieler
- Musone, Angelo (* 1963), italienischer Boxer
- Musone, Pietro (1847–1879), italienischer Komponist
- Musone, Pietro (* 1937), italienischer Radrennfahrer
- Musonge, Peter Mafany (* 1942), kamerunischer Politiker und Premierminister
- Musonius Rufus, Gaius, römischer Philosoph
- Musosha, Crispin (* 1948), sambischer stellvertretender Innenminister
- Mušović, Džemaludin (* 1944), bosnisch-herzegowinischer Fußballspieler und -trainer
- Mušović, Zećira (* 1996), schwedische FußballspielerinZećira Mušović (* 1996)

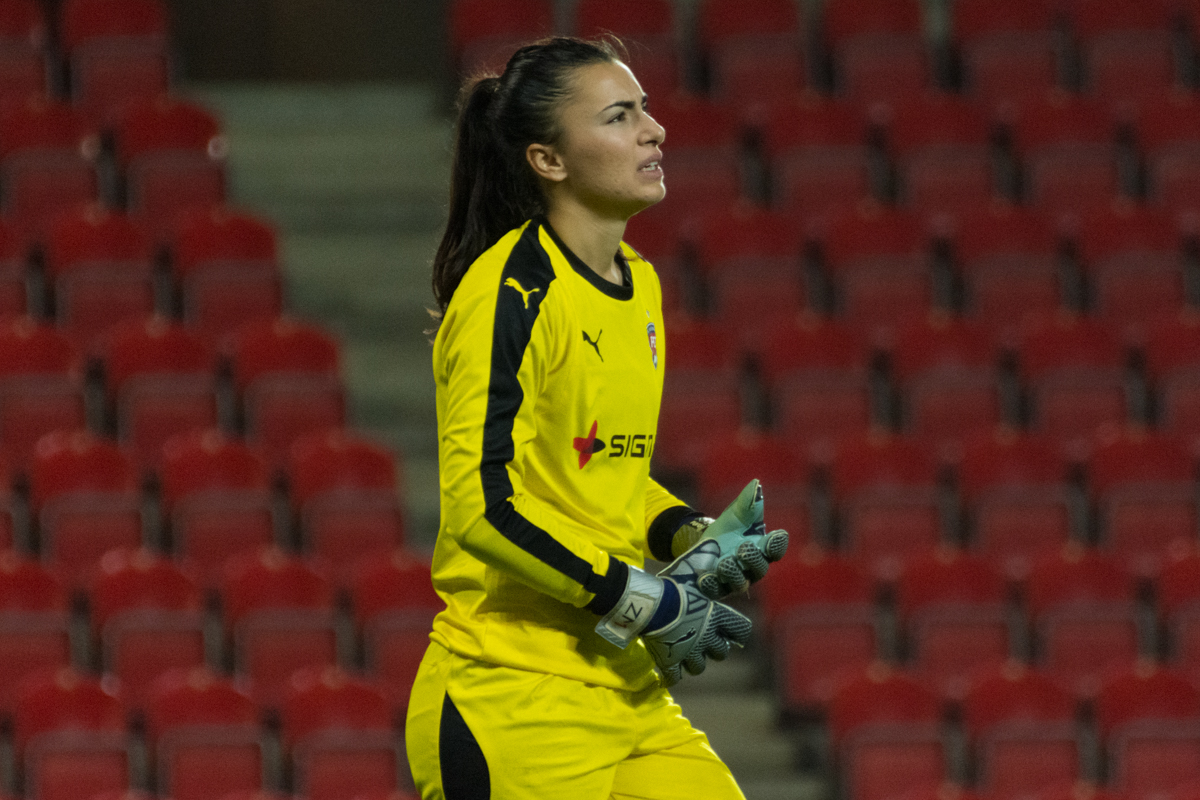
Zećira Mušović (* 1996)

- Musōyama, Masashi (* 1972), japanischer Sumōringer

### Musp
- Muspratt, James (1793–1886), britischer Chemiker und Industrieller
- Muspratt, James Sheridan (1821–1871), britischer Chemiker
- Muspratt, William (* 1759), britischer Seemann

### Musq
- Musquera, Xavier (1942–2009), spanischer Comiczeichner
- Musquito (1780–1825), Aborigine und Kämpfer gegen die britischen Kolonisation

### Musr
- Musrapow, Faworis (* 1998), tadschikischer Leichtathlet
- Musrati, Moatasem al- (* 1996), libyscher Fußballspieler
- Musrri, Luis (* 1969), chilenischer Fußballspieler

### Muss
- Muss, Max (1885–1954), deutscher Hochschullehrer
- Muß, Otto (* 1875), deutscher Verwaltungsjurist und Bezirksoberamtmann
- Muss, Ulrike (* 1953), deutsche Klassische Archäologin
- Mussa, Amr (* 1936), ägyptischer Diplomat und Politiker
- Mussabajew, Talghat (1951–2025), kasachischer KosmonautTalghat Mussabajew (1951–2025)

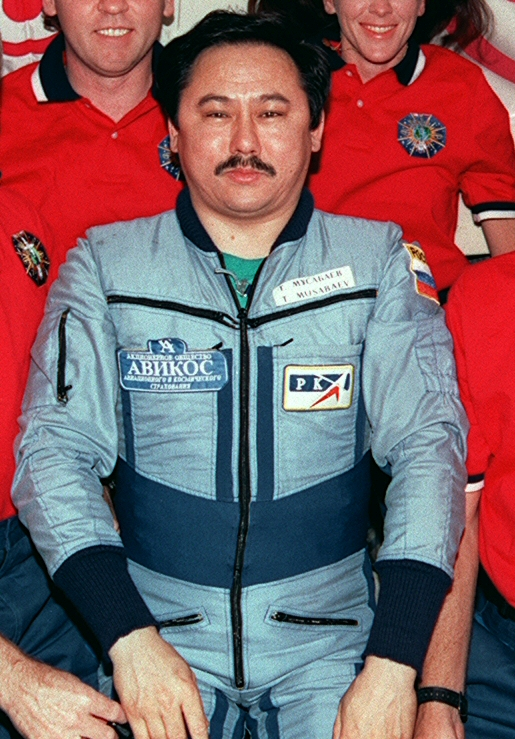
Talghat Mussabajew (1951–2025)

- Mussabini, Sam (1867–1927), britischer Trainer und Journalist
- Mussachanow, Angsar (1966–2025), kasachischer Politiker
- Mussachanowa, Tamara Nachamijewna (1924–2014), sowjetisch-israelische Bildhauerin und Keramikerin
- Mussaeus, Theodor (1814–1895), deutscher Jurist und mecklenburgischer Richter
- Mussafia, Adolf (1835–1905), österreichischer Romanist
- Mussagy, Ibraimo (* 1982), mosambikanischer Badmintonspieler
- Mussagy, Idrisse (* 1984), mosambikanischer Badmintonspieler
- Mussagy, Zulficar (* 1980), mosambikanischer Badmintonspieler
- Mussajew, Älnur (* 1954), kasachischer Offizier, Generalmajor und Vorsitzender des Komitees der Nationalen Sicherheit der Republik KasachstanÄlnur Mussajew (* 1954)

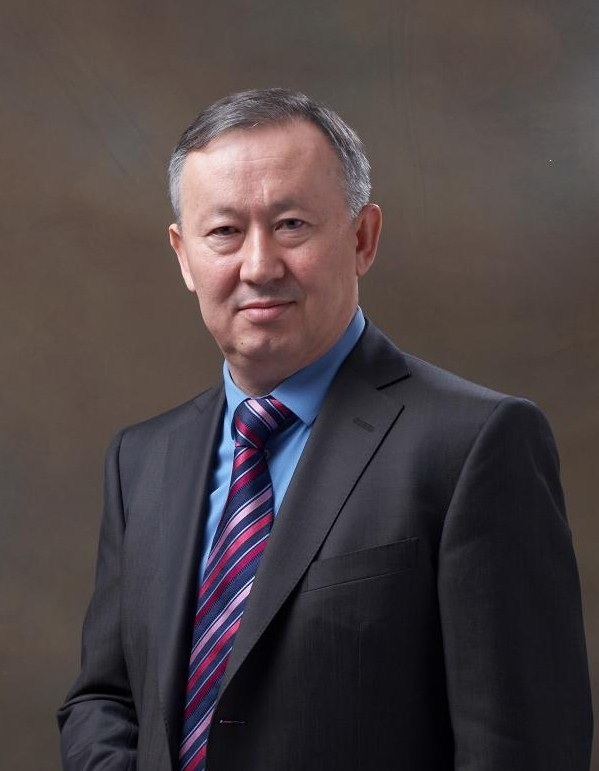
Älnur Mussajew (* 1954)

- Mussajew, Leon Narimanowitsch (* 1999), russischer Fußballspieler
- Mussajew, Mussa Aschabalijewitsch (* 1966), russischer Politiker
- Mussajew, Wadim Scharafidinowitsch (* 1993), russisch Boxer
- Mussajewa, Elisa, tschetschenische Psychologin und Menschenrechtlerin
- Mussajewa, Malika (* 1992), tschetschenische Regisseurin und Drehbuchautorin
- Mussajewa, Naila (* 1957), sowjetisch-aserbaidschanische Informatikerin und Hochschullehrerin
- Mussajewa, Sewhil (* 1987), ukrainische Wirtschaftsjournalistin und Chefredakteurin
- Mussalimow, Wolodymyr (1944–2013), sowjetisch-ukrainischer Boxer
- Mussaphia, Binjamin († 1674), Philologe und Autor
- Mussaphia, Isaac († 1760), Hofjude
- Mussaphia, Jacob (1647–1701), deutscher Hofjude
- Mussaphia, Joseph (1678–1709), deutscher Hofjude
- Mussato, Albertino (1261–1329), italienischer Frühhumanist, Poet und Geschichtsschreiber
- Mussatow, Igor Maximowitsch (* 1987), russischer Eishockeyspieler
- Mussäus, Johann Jacob (1789–1839), deutscher evangelisch-lutherischer Geistlicher und Volkskundler
- Mussawi, Mir Hossein (* 1942), iranischer PolitikerMir Hossein Mussawi (* 1942)

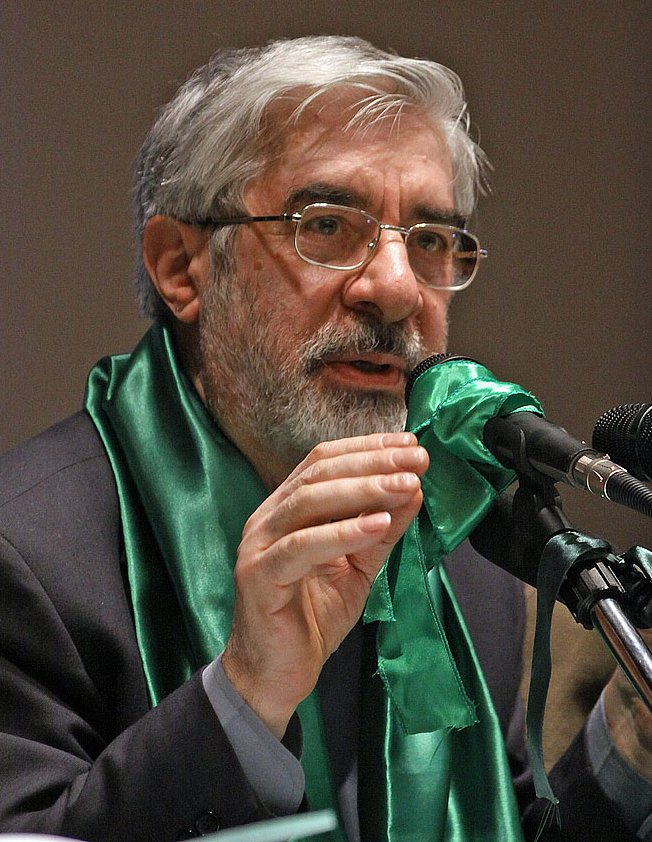
Mir Hossein Mussawi (* 1942)

- Mussawi, Sejed-Rasi (1962–2023), General der Al-Kuds-Brigade
- Mussawisade, Afra (* 1973), iranischer Perkussionist
- Mussayassul, Halil Beg (1896–1949), kaukasischer Maler
- Mussbach, Peter (* 1949), deutscher Regisseur
- Mussbacher, Norbert (1926–2004), österreichischer Zisterzienser
- Musschenbroek, Pieter van (1692–1761), niederländischer Naturwissenschaftler
- Musscher, Michiel van († 1705), niederländischer Graveur und Alter Meister des Barock
- Müsse, Matthias (* 1966), deutscher Szenenbildner
- Mussehl, Fritz (1885–1965), deutscher Verwaltungsjurist, Reichskommissar und Staatssekretär
- Mussehl, Wilhelm (1803–1889), deutsch-amerikanischer lutherischer Geistlicher, Naturforscher, Mitglied der Mecklenburgischen Abgeordnetenversammlung und Journalist
- Müssel, Karl (1922–2008), deutscher Pädagoge, Historiker und Heimatkundler
- Musselman, Maddie (* 1998), US-amerikanische Wasserballspielerin
- Musselmann, Erich (1911–1980), deutscher Landwirt, Bauernfunktionär und Senator (Bayern)
- Musselwhite, Charlie (* 1944), US-amerikanischer BluesmusikerCharlie Musselwhite (* 1944)

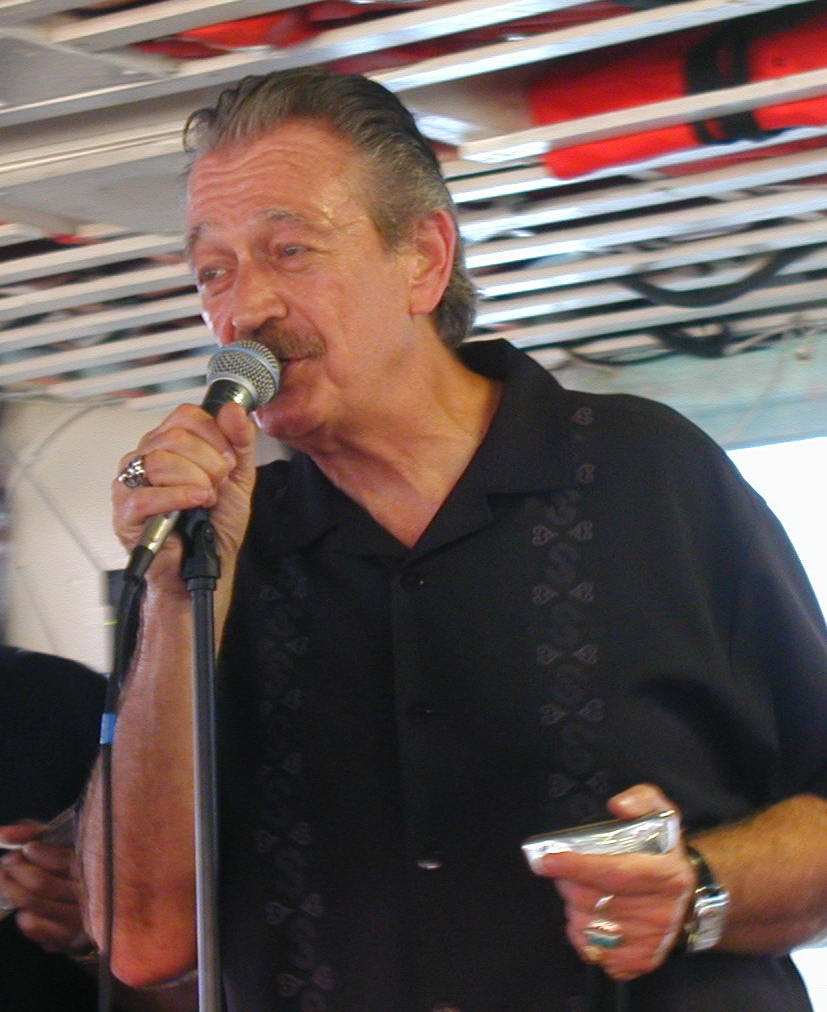
Charlie Musselwhite (* 1944)

- Musselwhite, Harry W. (1868–1955), US-amerikanischer Politiker
- Müssemeier, Friedrich (1876–1957), deutscher Tierarzt, Ministerialbeamter und Hochschullehrer
- Mussenden, Isis (* 1959), US-amerikanische Kostümbildnerin
- Mussenden, Miles (* 1969), US-amerikanischer Schauspieler und gelegentlicher Musikproduzent
- Müssener, Helmut (* 1936), deutscher Literaturwissenschaftler
- Musser, Alec (1973–2024), US-amerikanischer Schauspieler und Model
- Musser, Charley († 1994), US-amerikanischer Schiedsrichter im American Football
- Musser, Clarence Walton (1909–1998), US-amerikanischer Ingenieur
- Musser, Guy (1936–2019), US-amerikanischer Zoologe
- Musser, Ricarda (* 1969), deutsche Historikerin und Buchautorin
- Mussert, Anton (1894–1946), niederländischer Tiefbauingenieur, nationalsozialistischer Politiker (NSB, Vorsitzender) und Gründer der SS-Freiwilligen-Legion Niederland
- Musset, Alfred de (1810–1857), französischer Schriftsteller
- Musset, Franz Joseph (1786–1859), deutscher Richter
- Musset, Isabelle (* 1960), französische Fußballspielerin
- Musset, Lucien (1922–2004), französischer Historiker
- Musset, Paul de (1804–1861), französischer Schriftsteller
- Mussett, Tory (* 1978), australische Schauspielerin
- Mußfeld, Albert (1928–2005), deutscher Radrennfahrer
- Mußfeldt, Erich (1913–1948), deutscher SS-Oberscharführer und Leiter der Krematorien im KZ Majdanek und KZ Auschwitz-BirkenauErich Mußfeldt (1913–1948)

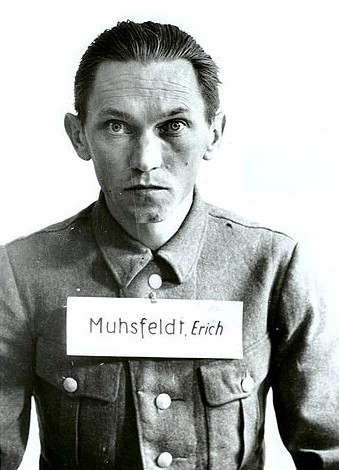
Erich Mußfeldt (1913–1948)

- Mußgay, Friedrich (1892–1946), deutscher Kriminalrat, SS-Obersturmbannführer und Leiter der Staatspolizeileitstelle Stuttgart
- Mussger, Thomas, österreichischer Hörfunk- und Fernsehmoderator
- Mußgnug, Martin (1936–1997), deutscher Politiker (NPD), MdL
- Mußgnug, Reinhard (* 1935), deutscher Rechtswissenschaftler und Hochschullehrer für öffentliches Recht
- Mußhoff, Frank (* 1964), deutscher Toxikologe
- Musshoff, Walter (1885–1971), deutscher General der Flieger im Zweiten Weltkrieg
- Mussi, Antônio Dib (1911–1959), brasilianischer Arzt und Politiker
- Mussi, Camillo (1911–1940), italienischer Eishockeyspieler
- Mussi, Fabio (* 1948), italienischer Politiker
- Mussi, Margherita (* 1948), italienische Prähistorikerin
- Mussi, Roberto (* 1963), italienischer Fußballspieler
- Müßig, Georg (1875–1952), Pater und Gründer der Franziskus-Schwestern
- Müssig, Jörg (* 1968), deutscher Wissenschaftler im Bereich Werkstoffwissenschaften und Bionik
- Müssig, Petra (* 1965), deutsche Snowboarderin
- Müßig, Ulrike (* 1968), deutsche Rechtswissenschaftlerin und Rechtshistorikerin
- Müssiggang, Uwe (* 1951), deutscher BiathlontrainerUwe Müssiggang (* 1951)

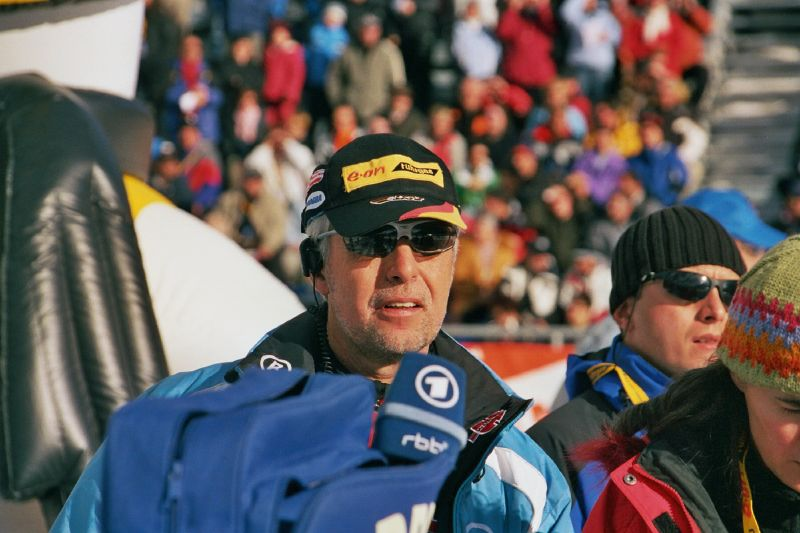
Uwe Müssiggang (* 1951)

- Mussigk, Christian Ernst (1671–1724), brandenburgischer evangelischer Geistlicher
- Mussijenko, Ihor (* 1993), ukrainischer Kugelstoßer
- Mussijenko, Mykola (* 1959), ukrainischer Dreispringer
- Mussil, Arthur (1911–1999), österreichischer Politiker (ÖVP), Abgeordneter zum Nationalrat, Mitglied des Bundesrates
- Mussil, Felix (1921–2013), deutscher Karikaturist
- Mussil, Stephan (* 1952), österreichischer Kameramann
- Mussin, Aslan (* 1954), kasachischer Politiker
- Mussin, Dmitri Petrowitsch (1920–2002), sowjetischer Botschafter
- Mussin, Ilja Alexandrowitsch (1904–1999), russischer Dirigent, Hochschullehrer und Theoretiker der Kunst des Dirigierens
- Mussin, Qanat (* 1966), kasachischer Politiker und Jurist
- Mussin-Puschkin, Alexei Iwanowitsch (1744–1817), russischer Staatsbeamter, Historiker, Büchersammler, Kunstsammler
- Mussin-Puschkin, Apollos Apollossowitsch (1760–1805), russischer Naturforscher
- Mussin-Puschkin, Apollos Epafroditowitsch (1725–1771), russischer Bergbauingenieur und Übersetzer
- Mussin-Puschkin, Platon Iwanowitsch (1698–1743), russischer Staatsmann
- Mussin-Puschkin, Walentin Platonowitsch (1735–1804), russischer Feldmarschall
- Mussina, Mike (* 1968), US-amerikanischer Baseballspieler
- Mussinan, Joseph Anton von (1766–1837), deutscher Jurist und Beamter
- Mussinan, Ludwig von (1826–1908), bayerischer Generalleutnant
- Mussinghoff, Heinrich (* 1940), deutscher Geistlicher und emeritierter römisch-katholischer Bischof von AachenHeinrich Mussinghoff (* 1940)

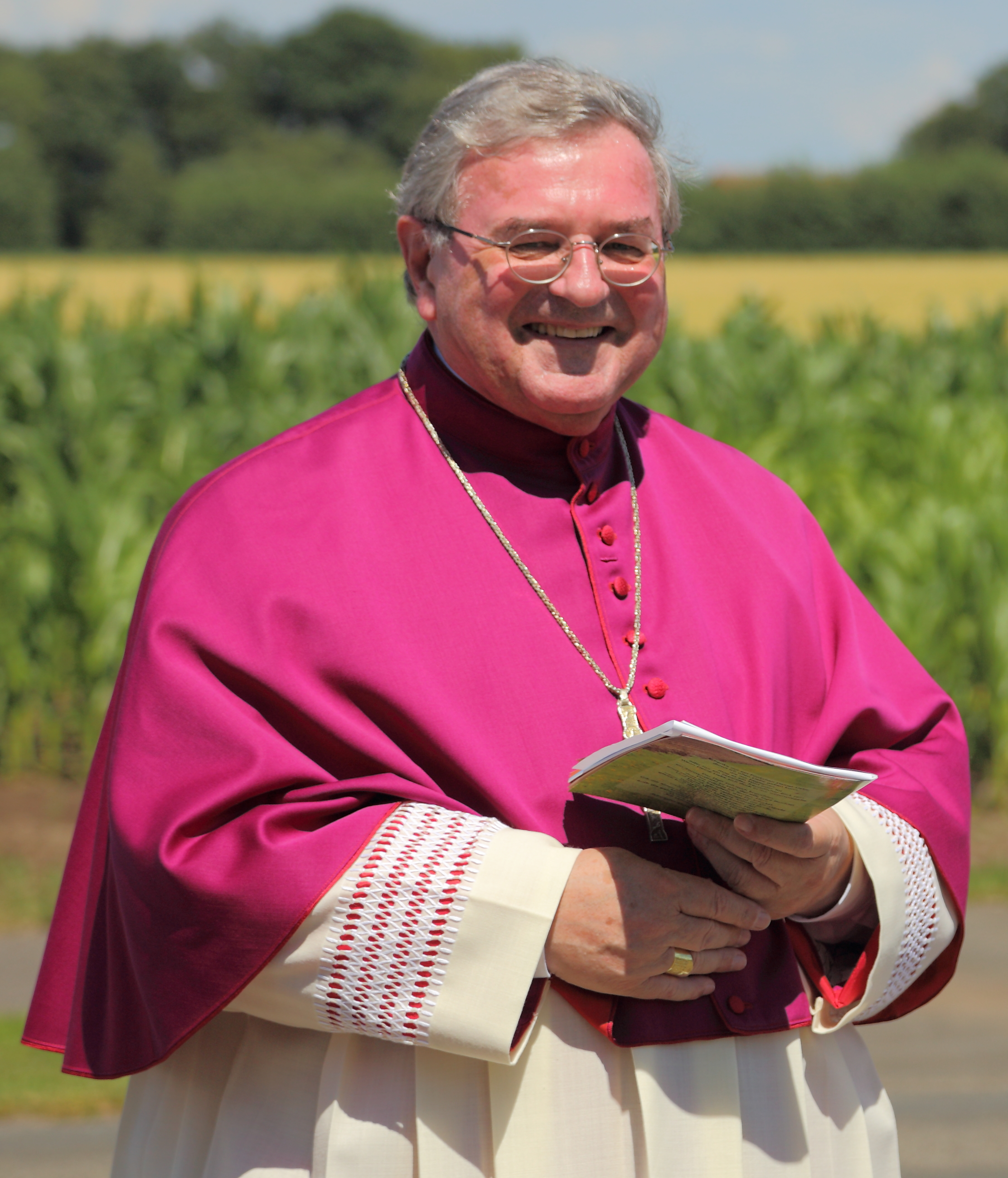
Heinrich Mussinghoff (* 1940)

- Mußinghoff, Markus (* 1962), deutscher bildender Künstler
- Mussini, Cesare (1804–1879), deutsch-italienischer Maler
- Mussinow, Asqar (1961–2024), kasachischer Politiker und Diplomat
- Mussio, John Anthony King (1902–1978), US-amerikanischer Geistlicher, Bischof von Steubenville
- Müssirepow, Ghabit (1902–1985), kasachisch-sowjetischer Schriftsteller und Politiker
- Mussius Concessus, Marcus, römischer Offizier (Kaiserzeit)
- Müssle, August (1871–1935), badischer Bildhauer
- Mußmann, Frank (* 1943), deutscher Verwaltungsjurist, Präsident der Hochschule für Gestaltung in Offenbach am Main
- Mußmann, Heinz (* 1945), deutscher Ruderer
- Mußmann, Johann Georg (1795–1833), deutscher Philosoph, evalgeischer Theolog und Hochschullehrer
- Mußmann, Olaf (* 1958), deutscher Historiker, Politologe und Arbeitswissenschaftler
- Mussner, Claudio (* 1986), italienischer Biathlet
- Mussner, Florian (* 1951), ladinischer Politiker
- Mußner, Franz (1916–2016), deutscher römisch-katholischer Geistlicher und Theologe, Hochschullehrer
- Mussner, Gerhard (* 1943), italienischer Skirennläufer
- Müssner, Renate (* 1957), liechtensteinische Politikerin und Regierungsrätin
- Musso (* 1998), Rapper aus Deutschland mit italienischen Wurzeln aus Mannheim
- Musso, Braulio (1930–2025), chilenischer Fußballspieler
- Musso, Carlo (* 1911), italienischer Drehbuchautor und Filmregisseur
- Musso, Cornelio (1511–1574), Franziskanerkonventuale, Bischof von Bertinoro und Bitonto
- Musso, Florian (* 1956), deutscher Architekt und Hochschullehrer
- Musso, Francesco (* 1937), italienischer Boxer
- Musso, George (1910–2000), US-amerikanischer American-Football-Spieler, Unternehmer und Polizeibeamter
- Musso, Giuseppe (* 1903), italienischer Filmproduzent
- Musso, Guillaume (* 1974), französischer SchriftstellerGuillaume Musso (* 1974)

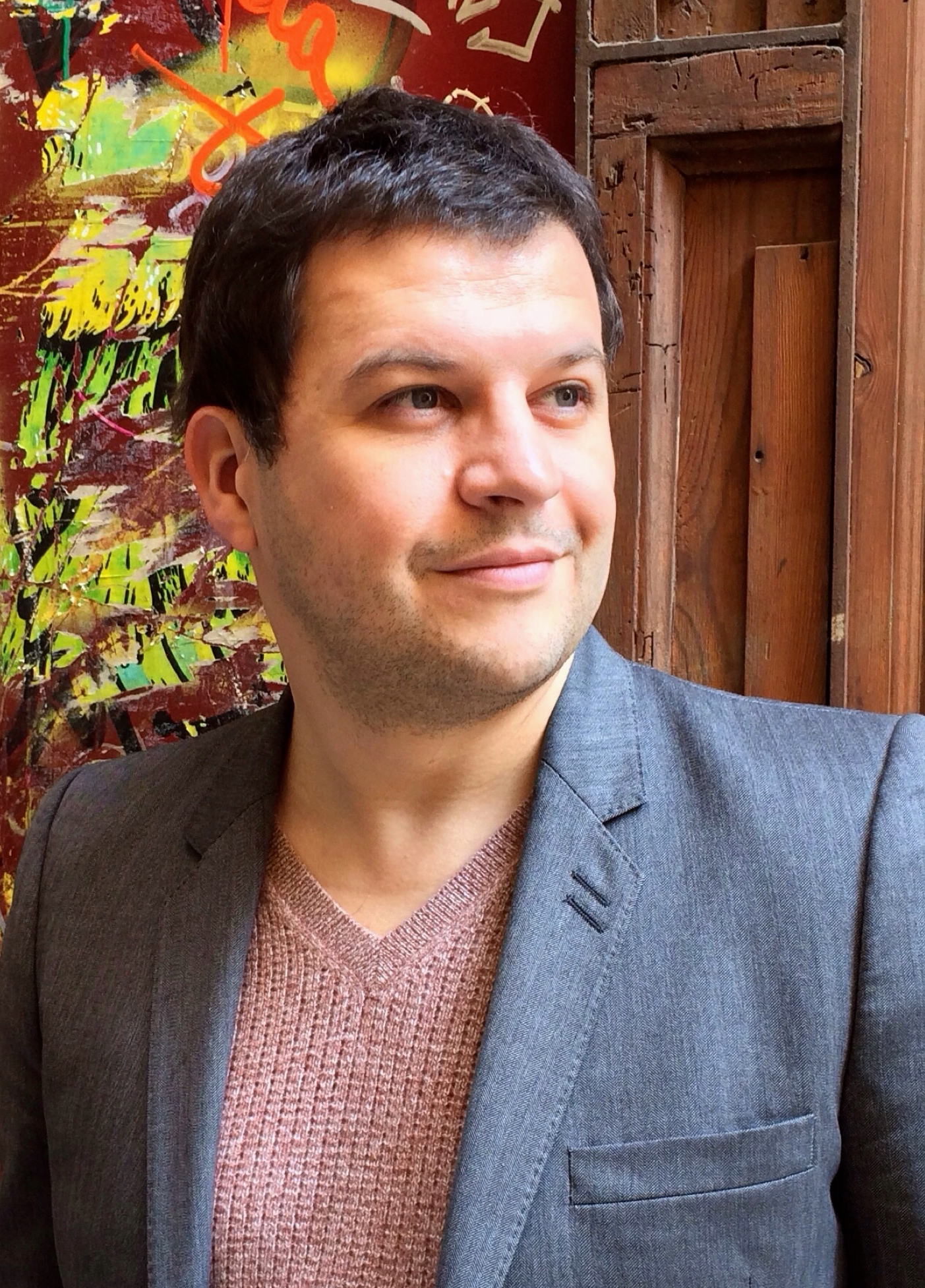
Guillaume Musso (* 1974)

- Musso, Hans (1925–1988), deutscher Chemiker und Hochschullehrer
- Musso, Juan (* 1994), argentinischer Fußballspieler
- Musso, Luigi (1924–1958), italienischer Formel-1-Rennfahrer
- Musso, Manowar (1898–1948), indonesischer kommunistischer Politiker
- Musso, Manuel Fernández (* 1988), spanischer Biathlet
- Musso, Maria (1931–2024), italienische Hürdenläuferin, Sprinterin, Fünfkämpferin und Weitspringerin
- Musso, Mason (* 1989), US-amerikanischer Musiker
- Musso, Mitchel (* 1991), US-amerikanischer Schauspieler, Synchronsprecher und Sänger
- Musso, Vido (1913–1982), US-amerikanischer Tenorsaxophonist, Klarinettist, Bandleader und Arrangeur
- Mussolini, Alessandra (* 1962), italienische neofaschistische Politikerin
- Mussolini, Alex (* 1984), spanischer Windsurfer
- Mussolini, Arnaldo (1885–1931), italienischer Journalist und Politiker, Bruder von Benito Mussolini
- Mussolini, Benito (1883–1945), italienischer Politiker, Mitglied der Camera dei deputati und faschistischer DiktatorBenito Mussolini (1883–1945)

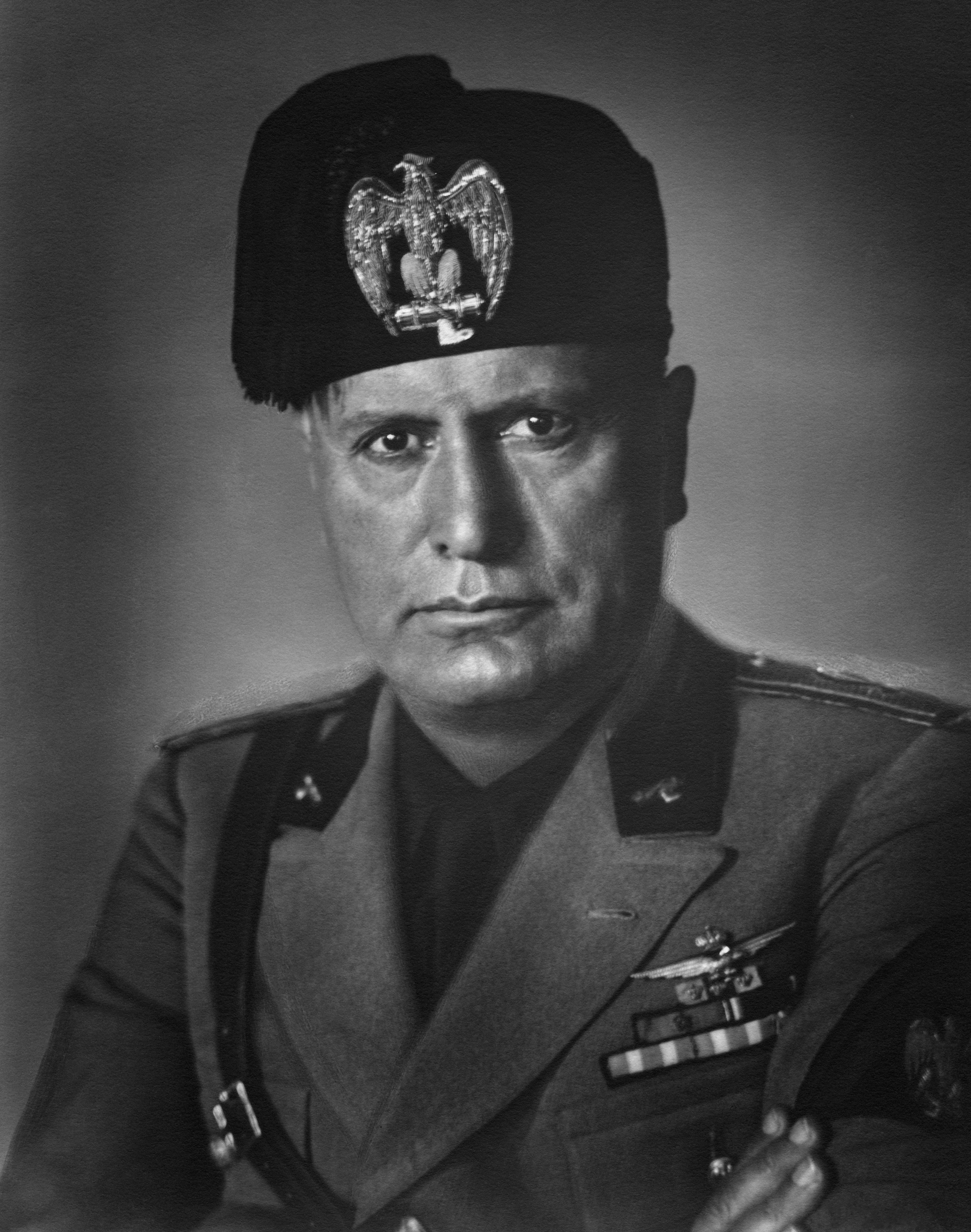
Benito Mussolini (1883–1945)

- Mussolini, Cesare (* 1735), italienischer Komponist und Musikwissenschaftler
- Mussolini, Romano (1927–2006), italienischer Jazz-Musiker
- Mussolini, Vittorio (1916–1997), italienischer Filmproduzent
- Musson, Geoffrey (1910–2008), britischer General
- Musson, Juanita (1923–2011), amerikanische Wirtin und Mäzenin
- Musson, Rachel, britische Jazz- und Improvisationsmusikerin (Tenorsaxophon)
- Mussoni, Albert (1837–1897), österreichischer Benediktiner und Bibelwissenschaftler
- Mussoni, Francesco (* 1971), san-marinesischer Politiker, Capitano Reggente von San Marino
- Mussorgski, Modest Petrowitsch (1839–1881), russischer KomponistModest Petrowitsch Mussorgski (1839–1881)

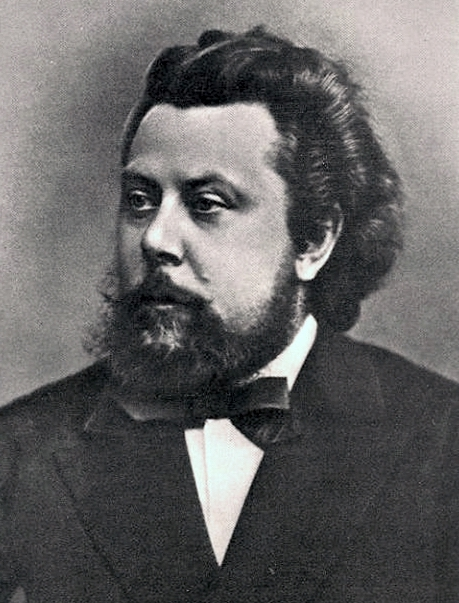
Modest Petrowitsch Mussorgski (1839–1881)

- Mußul, Amy (* 1991), deutsche Schauspielerin und Fernsehmoderatorin
- Mussulli, Boots (1917–1967), US-amerikanischer Jazzmusiker (Alt-, Baritonsaxophon und Klarinette), Komponist und Musikpädagoge
- Mußweiler, Mathias (1822–1902), deutscher Architekt und kommunaler Baubeamter
- Mussweiler, Thomas (* 1969), deutscher Sozialpsychologe und Hochschullehrer

### Must
- Must, Ann (* 1953), estnische Schriftstellerin und Übersetzerin
- Must, Ivar (* 1961), estnischer Komponist und Musikproduzent
- Must, Raul (* 1987), estnischer Badmintonspieler
- Musta, Perlat (* 1958), albanischer Fußballspieler
- Mustac, Tommy (* 1973), Schweizer Unterhaltungskomponist
- Mustadī', al- (1142–1180), 33. Kalif der Abbasiden (1170–1180)
- Mustafa bəy Vəkilov (1896–1965), Politiker
- Mustafa Çelebi, Celâlzâde (1490–1567), Hoher Verwaltungsbeamter im frühneuzeitlichen Osmanischen Reich
- Mustafa Hamid, Ishraga (* 1961), österreichisch-sudanesische Autorin
- Mustafa I. (1592–1639), Sultan des Osmanischen Reiches (1617–1618, 1622–1623)Mustafa I. (1592–1639)

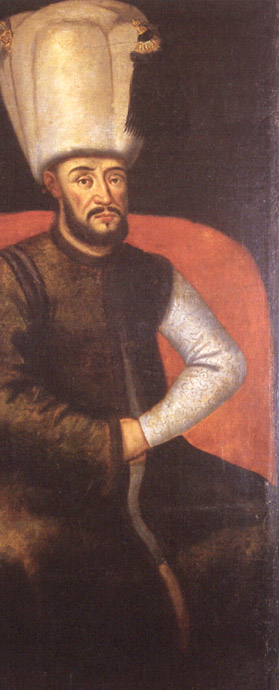
Mustafa I. (1592–1639)

- Mustafa II. (1664–1704), Sultan des Osmanischen Reiches (1695–1703)
- Mustafa III. (1717–1774), Sultan des Osmanischen Reiches (1757–1774)
- Mustafa IV. (1779–1808), Sultan des Osmanischen Reiches (1807–1808)
- Mustafa Naili Pascha (1798–1871), osmanischer Staatsmann
- Mustafa Necati (1894–1929), türkischer Politiker
- Mustafa Ould Salek (1936–2012), mauretanischer Politiker, Staatschef von Mauretanien
- Mustafa Zadeh, Aziza (* 1969), aserbaidschanische Komponistin, Pianistin und Sängerin
- Mustafa, Abdurrahman (* 1964), turkmenisch-syrischer Politiker
- Mustafa, Abu Ali (1938–2001), palästinensischer Politiker, Generalsekretär der PFLP
- Mustafa, Allan (* 1985), britischer Comedian und Drehbuchautor
- Mustafa, Arafa Hussein (1940–2019), ägyptischer Semitist, Hochschullehrer in Halle
- Mustafa, Elfi (* 1987), singapurischer Sprinter
- Mustafa, Firuz (* 1952), aserbaidschanischer Dramatiker, Journalist
- Mustafa, Hischam Talaat (* 1959), ägyptischer Unternehmer
- Mustafa, Isa (* 1951), kosovarischer Politiker
- Mustafa, Isaiah (* 1974), US-amerikanischer Filmschauspieler und American-Football-Spieler
- Mustafa, Köprülü Fazıl Pascha (1637–1691), Großwesir des Osmanischen Reiches
- Mustafa, Melton (1947–2017), US-amerikanischer Jazzmusiker
- Mustafa, Mohammad (* 1954), Premierminister des Staates PalästinaMohammad Mustafa (* 1954)

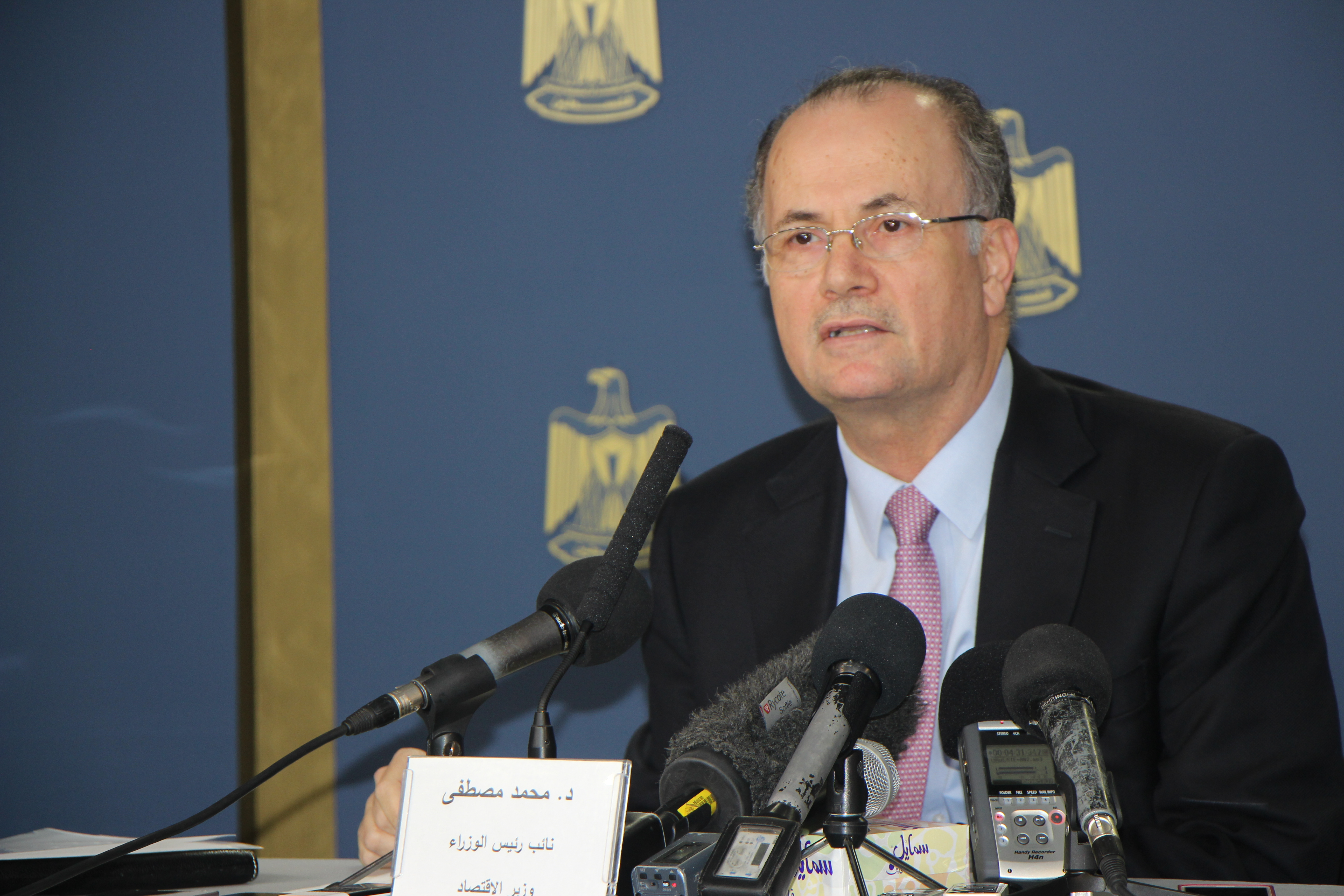
Mohammad Mustafa (* 1954)

- Mustafa, Nawschirwan (1944–2017), kurdischer Politiker und Schriftsteller aus dem Irak
- Mustafa, Neždet (* 1962), mazedonischer Politiker
- Mustafa, Sam Ali (* 1965), US-amerikanischer Autor und Historiker
- Mustafa, Valdrin (* 1998), kosovarisch-deutscher Fußballspieler
- Mustafa, Wafa, syrische Journalistin und Menschenrechtsaktivistin
- Mustafaj, Aidena (* 1998), albanische Fußballspielerin
- Mustafaj, Besnik (* 1958), albanischer Politiker und Schriftsteller
- Mustafajew, Serwer (* 1986), krimtatarischer Menschenrechtsaktivist
- Mustafaoğlu, Önder (1953–1982), türkischer Fußballspieler
- Mustafaraj, Denis (* 1985), albanischer Fußballspieler
- Mustafaraj, Qemal (* 1995), albanischer Fußballspieler
- Mustafayev, Alı (1952–1991), aserbaidschanischer Journalist und Nationalheld Aserbaidschans
- Mustafayev, Çingiz (1960–1992), aserbaidschanischer Journalist
- Mustafayev, Çingiz (* 1991), aserbaidschanischer Sänger
- Mustafayev, Ramiz (1926–2008), sowjetisch-aserbaidschanischer Komponist, Dirigent und Musikpädagoge
- Mustafazadə, Bəhlul (* 1997), aserbaidschanischer Fußballspieler
- Mustafazadə, Vaqif (1940–1979), aserbaidschanischer Komponist und Pianist
- Mustafējevs, Janis (* 1992), lettischer Dartspieler
- Mustafi, Nazmi (* 1941), kosovarischer Ökonom und ehemaliger jugoslawischer Politiker
- Mustafi, Nebi (* 1976), mazedonisch-albanischer Fußballspieler
- Mustafi, Orhan (* 1990), nordmazedonisch-schweizerischer Fußballspieler
- Mustafi, Shkodran (* 1992), deutscher FußballspielerShkodran Mustafi (* 1992)

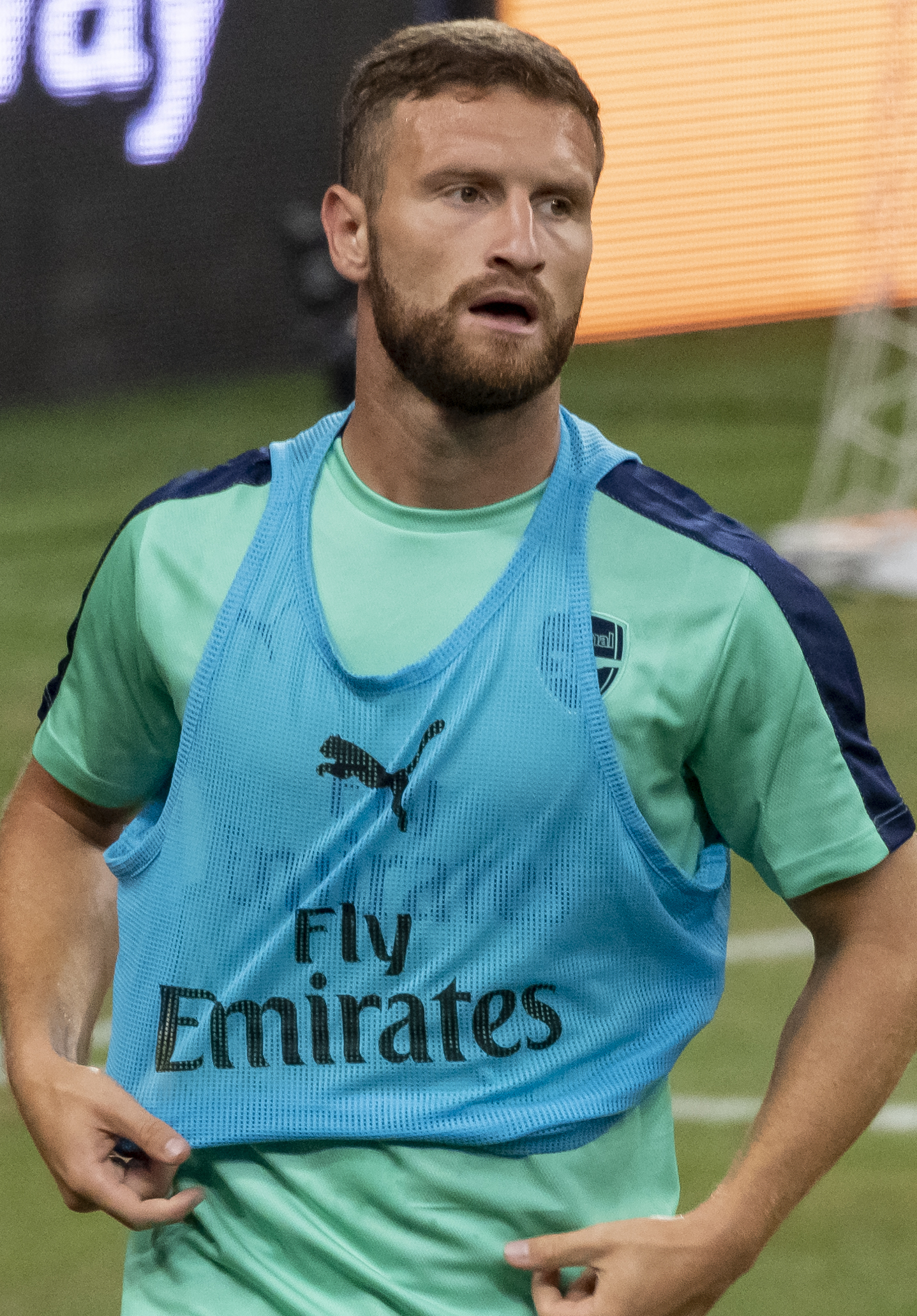
Shkodran Mustafi (* 1992)

- Mustafić, Adem (* 2008), bosnischer Fußballspieler
- Mustafić, Benjamin (* 1998), nordmazedonischer Fußballspieler
- Mustafić, Mirza (* 1998), luxemburgisch-bosnischer Fußballspieler
- Mustafić, Senad (* 2005), bosnischer Fußballspieler
- Mustafin, Farchat Achatowitsch (* 1950), sowjetischer Ringer
- Mustafina, Alija Fargatowna (* 1994), russische Kunstturnerin
- Mustafina, Swetlana Anatoljewna (* 1967), sowjetische bzw. russische Mathematikerin und Hochschullehrerin
- Mustafoev, Ison (* 1954), usbekischer Diplomat
- Mustafow, Said (1933–1990), bulgarischer Ringer
- Mustaghni, Abdul Karim (1911–2004), afghanischer Politiker
- Musta'in bi-llah, al- (836–866), zwölfte Kalif der Abbasiden
- Musta'in I., al- († 1047), Emir von Saragossa
- Mustain, al- (* 1393), abbasidischer Kalif und Sultan in Ägypten unter den Mameluken
- Mustaine, Dave (* 1961), US-amerikanischer Sänger und Gitarrist (Metallica, Megadeth)Dave Mustaine (* 1961)

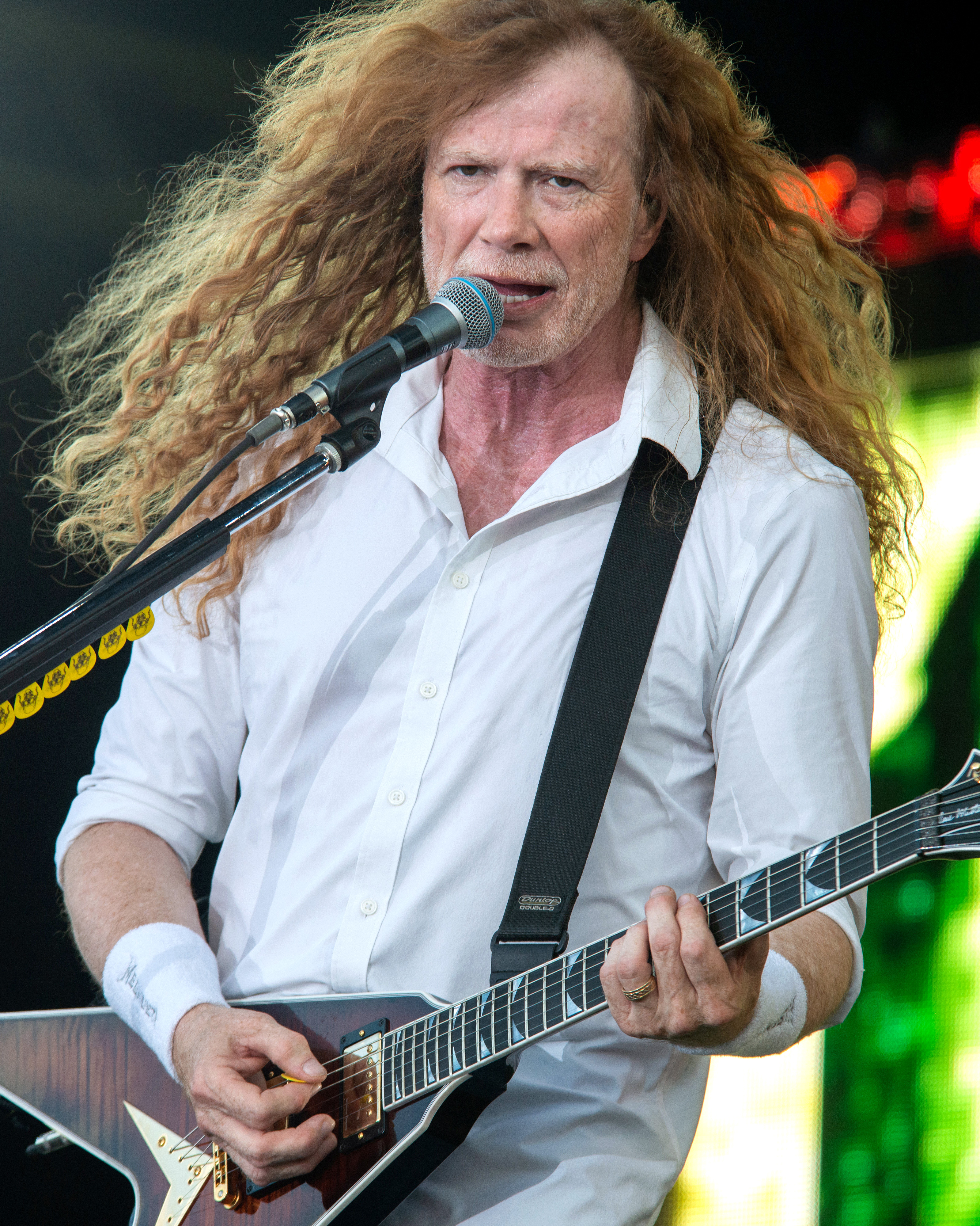
Dave Mustaine (* 1961)

- Müstak, Orhan (* 1984), deutscher Schauspieler kurdischer Herkunft
- Mustakallio, Minttu (* 1973), finnische Schauspielerin
- Mustakallio, Timo (1929–1984), finnischer Opernsänger und Festspielleiter
- Mustakfi I., al-, abbasidischer Kalif in Kairo
- Mustakfī, al-, Kalif der Abbasiden (944–946)
- Mustaki, Chloe (* 1995), irisch-englische Fußballspielerin
- Mustakim Yusoh (* 1997), thailändischer Fußballspieler
- Mustaʿlī bi-Llāh, al- (1076–1101), neunter Kalif der Fatimiden (1094–1101)
- Mustandschid, al- (1124–1170), Abbasidenkalif (1160–1170)
- Mustansir II., al- († 1261), Kalif der Abbasiden in Kairo
- Mustansir, al- (1192–1242), 36. Kalif der Abbasiden (1226–1242)
- Mustansir, Muhammad I. al- († 1277), Kalif der Hafsiden in Ifriqiya
- Mustapa, Fatehah (* 1989), malaysische Bahnradsportlerin
- Mustapha bin Harun (1918–1995), malaysischer Politiker, Ministerpräsident von Sabah
- Mustapha, Hamza al-, nigerianischer Offizier
- Mustapha, Ibrahim (* 2000), ghanaischer Fußballspieler
- Mustapha, Marlon (* 2001), österreichischer FußballspielerMarlon Mustapha (* 2001)

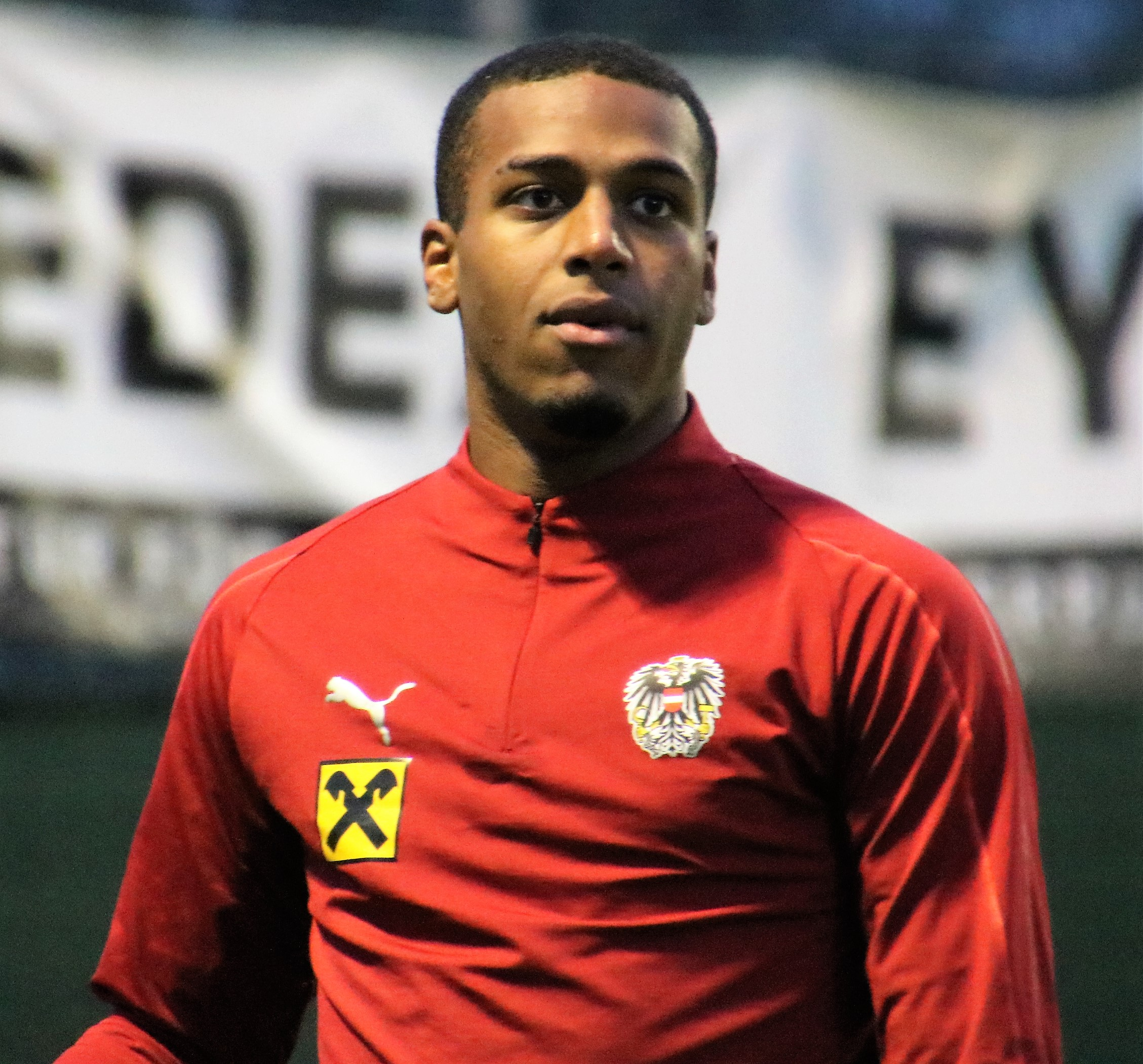
Marlon Mustapha (* 2001)

- Mustapha, Precious (* 1997), britische Schauspielerin
- Mustapha, Riga (* 1978), niederländischer Fußballspieler
- Mustapha, Saheed (* 1994), deutscher Fußballspieler
- Mustapic, Dan (* 1960), neuseeländischer Curler
- Mustaqi, Kiço (1938–2019), albanischer Offizier, Politiker (PPSh), Abgeordneter und Verteidigungsminister Albaniens
- Mustaqim, Ikram Mikhail (* 2005), singapurischer Fußballspieler
- Mustard (* 1990), US-amerikanischer Hip-Hop-ProduzentMustard (* 1990)

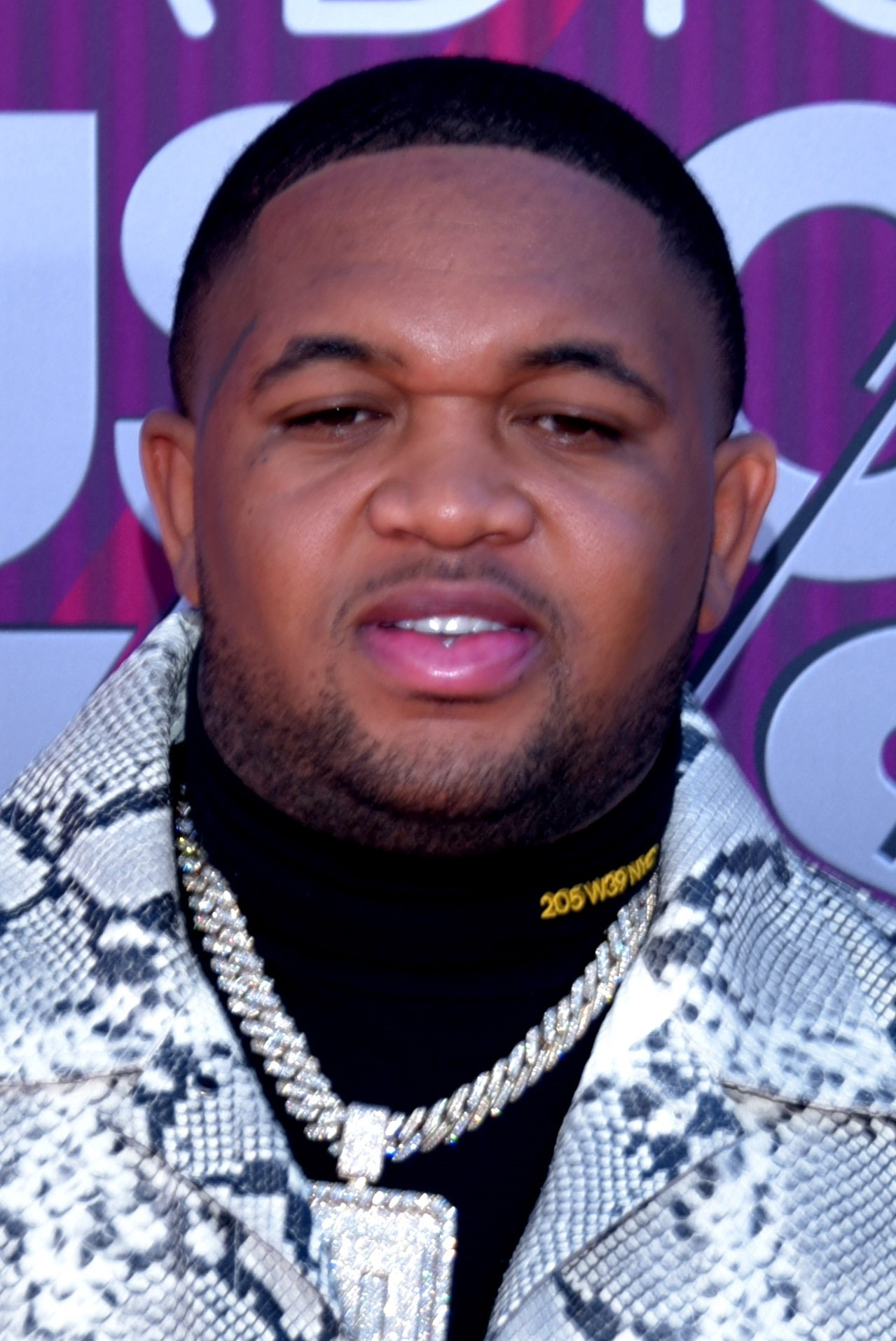
Mustard (* 1990)

- Mustard, Fraser (1927–2011), kanadischer Mediziner und Wissenschaftskoordinator
- Mustard, William Thornton (1914–1987), kanadischer Arzt und Herzchirurg
- Mustarschid, al- (1092–1135), 29. Kalif der Abbasiden (1118–1135)
- Mustaruddin, Mohd Zamani (* 1989), malaysischer Bahn- und Straßenradrennfahrer
- Musta'sim bi-'llah, al- (1212–1258), Kalif der Abbasiden (1242–1258)
- Mustață, Marin (1954–2007), rumänischer Säbelfechter
- Mustață, Mircea (* 1971), rumänischer Mathematiker
- Mustaufi, Hamdallah, persischer Historiker und Geograph
- Mustazhir bi-'llah, al- (1078–1118), 28. Kalif der Abbasiden
- Muste, Abraham J. (1885–1967), US-amerikanischer reformierter Geistlicher, sozialistischer Gewerkschafts- und Friedensaktivist
- Mustecić, Bojan (* 1994), serbischer Fußballspieler
- Mustedanagić, Džemal (* 1955), bosnisch-herzegowinischer Fußballspieler und -trainer
- Mustedanović, Armin (* 1986), bosnischer Volleyballspieler
- Musteikis, Eivydas (* 1987), litauischer Biathlet
- Musteikis, Kazimieras (1928–2019), litauischer Sprachwissenschaftler, Slawist und Hochschullehrer
- Mustel, August Victor (1815–1890), französischer Harmoniumspieler und Harmoniumbauer
- Mustel, Ewald Rudolfowitsch (1911–1988), sowjetischer Astrophysiker und Astronom
- Muster, Kirsten (* 1960), deutsche Rechtsanwältin und Politikerin (Die blaue Partei, zuvor AfD)
- Muster, Michael (* 1946), deutscher Jurist und Politiker (parteilos, Blaue Partei)
- Muster, Miki (1925–2018), slowenischer Bildhauer, Zeichner und Filmregisseur
- Muster, Peter (* 1952), Schweizer Sprinter
- Muster, Thilo (* 1965), deutsch-schweizerischer Organist
- Muster, Thomas (* 1967), österreichischer TennisspielerThomas Muster (* 1967)

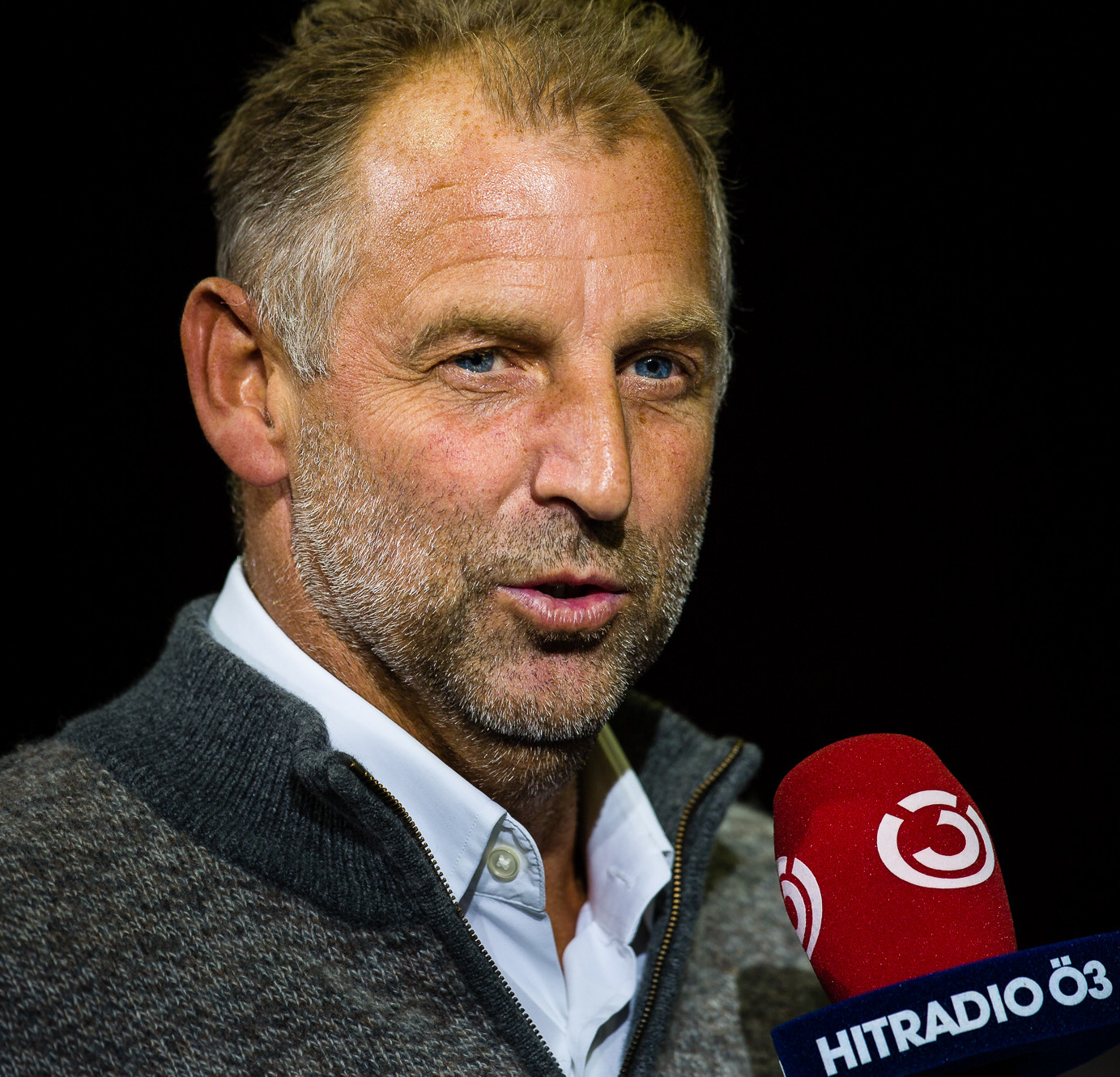
Thomas Muster (* 1967)

- Muster, Wilhelm (1916–1994), österreichischer Schriftsteller und literarischer Übersetzer
- Musterle, Alfons (1932–2010), deutscher Religionspädagoge
- Musters, Pauline (1878–1895), kleinste dokumentierte Frau aller Zeiten
- Musti (* 2001), norwegische Rapperin
- Mustier, Jean Pierre (* 1961), französischer Manager
- Mustii (* 1990), belgischer Sänger und Schauspieler
- Mustill, Michael, Baron Mustill (1931–2015), britischer Politiker und Jurist
- Mustillo, Louis (* 1958), US-amerikanischer Schauspieler
- Mustius Priscus, Quintus, römischer Suffektkonsul (145)
- Mustjõgi, Karl (* 1995), estnischer Nordischer Kombinierer
- Musto, Keith (* 1936), britischer Segler
- Musto, Marcello (* 1976), italienischer Soziologe
- Musto, Michael (* 1955), US-amerikanischer Journalist, Kolumnist, Schauspieler, LGBT-Aktivist und Exzentriker
- Musto, Ray (1929–2014), US-amerikanischer Politiker
- Musto, Toni (* 1989), deutscher Fußballspieler
- Mustoe, Robbie (* 1968), englischer Fußballspieler
- Mustonen, Andres (* 1953), estnischer Musiker
- Mustonen, Atte (* 1988), finnischer Rennfahrer
- Mustonen, Henrik (* 1990), finnischer Squashspieler
- Mustonen, Kaija (* 1941), finnische Eisschnellläuferin
- Mustonen, Minna (* 1977), finnische Fußballspielerin
- Mustonen, Olli (* 1967), finnischer Pianist, Dirigent und Komponist
- Mustonen, Sami (* 1977), finnischer Freestyle-Skisportler
- Mustonen, Sara (1962–1979), finnische Skirennläuferin
- Mustonen, Tomi (* 1983), finnischer Eishockeyspieler
- Mustroph, Karin, deutsche Fußballspielerin
- Muštukovs, Ervīns (* 1984), lettischer Eishockeytorwart
- Mustur, Zoran (* 1953), jugoslawischer Wasserballspieler
- Mustygin, Michail Michailowitsch (1937–2023), sowjetisch-russischer Fußballspieler

### Musu
- Musu, Antonio (1916–1979), italienischer Filmproduzent und Filmregisseur
- Musuľbes, David (* 1972), russischer bzw. slowakischer Ringer
- Musuleng-Cooper, Dorothy (1930–2009), liberianische Lehrerin und Politikerin
- Musulin, Alexander von (1868–1947), österreichisch-ungarischer Diplomat
- Musulin, Branka (1917–1975), jugoslawisch-deutsche Pianistin und Hochschullehrerin
- Musumeci, Maddalena (* 1976), italienische Wasserballspielerin
- Musumeci, Nello (* 1955), italienischer Politiker, MdEP
- Musumeci, Phillip (* 1984), US-amerikanischer Schauspieler, Filmschaffender und Radiomoderator
- Musumeci, Tuccio (* 1934), italienischer Schauspieler
- Musuraca, Nicholas (1892–1975), italienisch-US-amerikanischer Kameramann
- Musurus, Marcus († 1517), griechisch-italienischer Gelehrter

### Musy
- Musy Glori, Vittorio (* 1919), italienischer Aufnahmeleiter, Schauspieler und Filmregisseur
- Musy, Gianni (1931–2011), italienischer Schauspieler
- Musy, Jean (1947–2024), französischer Komponist, Arrangeur, Orchesterleiter und Pianist
- Musy, Jean-Marie (1876–1952), Schweizer Politiker (CVP)Jean-Marie Musy (1876–1952)

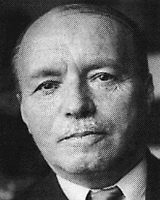
Jean-Marie Musy (1876–1952)

- Musy, Pierre (1910–1990), Schweizer Bobfahrer, Springreiter, Diplomat und Offizier
- Musyka, Jaroslawa (1894–1973), ukrainische Künstlerin
- Musyoka, Kalonzo (* 1953), kenianischer Politiker
- Musyoki, Francis (* 1951), kenianischer Sprinter
- Musyoki, Gladys (* 1994), kenianische Sprinterin
- Musyoki, Michael (* 1956), kenianischer Langstreckenläufer
- Musyoki, Patrick Makau (* 1985), kenianischer Langstreckenläufer
- Musyoki, William (* 1966), kenianischer Marathonläufer
- Musytschko, Oleksandr (1962–2014), ukrainischer Politiker (UNA-UNSO)
- Musytschuk, Anna (* 1990), ukrainische SchachspielerinAnna Musytschuk (* 1990)

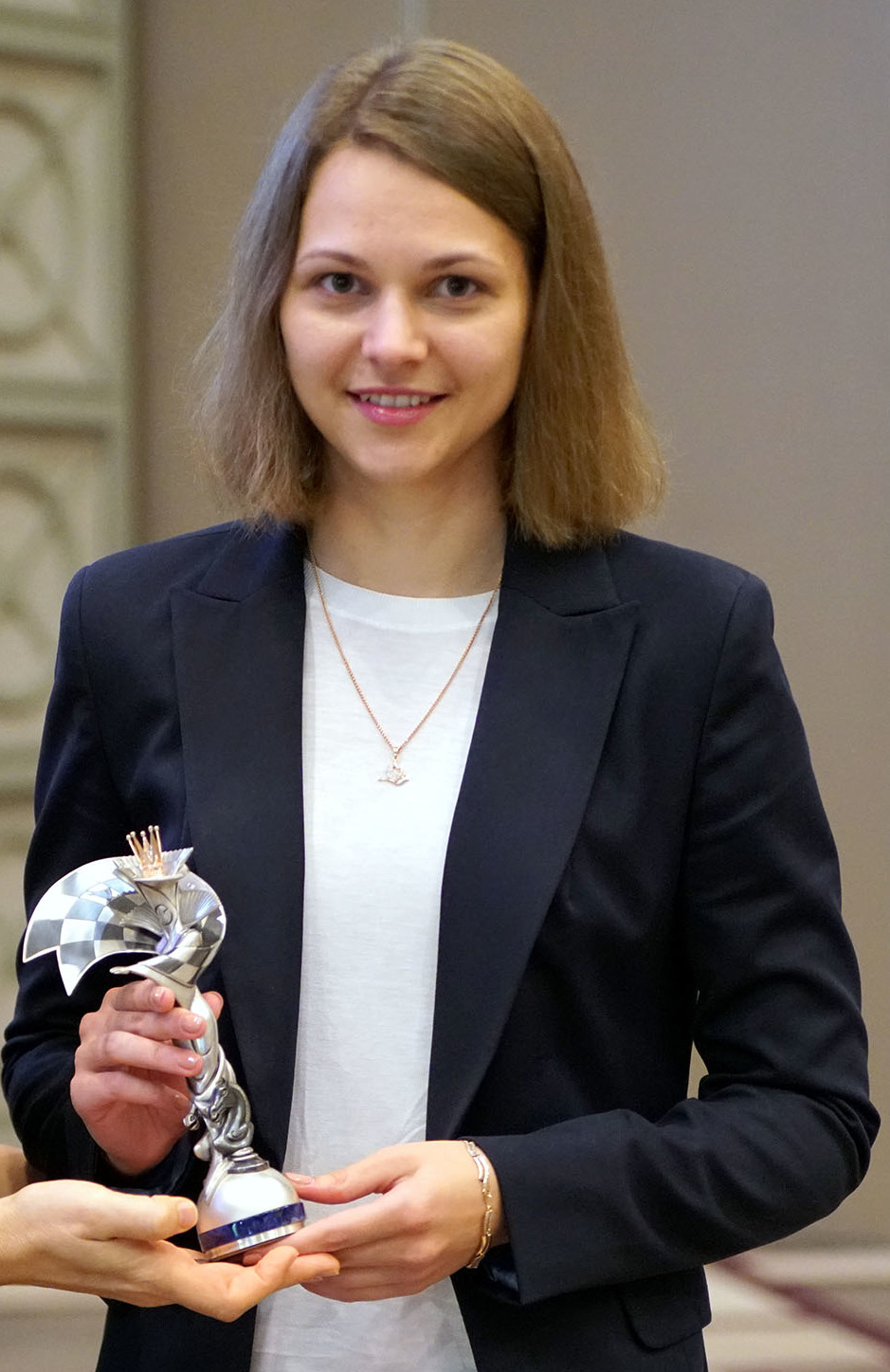
Anna Musytschuk (* 1990)

- Musytschuk, Marija (* 1992), ukrainische Schachspielerin und Schachweltmeisterin

### Musz
- Muszely, Melitta (1927–2023), österreichische Opernsängerin (Sopran)
- Muszer, Dariusz (* 1959), deutsch-polnischer Schriftsteller
- Muszynski, Bernhard (* 1945), deutscher Politikwissenschaftler
- Muszynski, Eva (1962–2020), deutsche Illustratorin und Kinderbuchautorin
- Muszyński, Henryk (* 1933), polnischer Erzbischof
- Muszyński, Mariusz (* 1964), polnischer Rechtswissenschaftler
- Muszynski, Wolf-Olaf (1947–1963), deutsches Todesopfer der Berliner Mauer